# Liste der Biografien/Stoc
Liste der Biografien |
Portal Biografien |
Personensuche
# |
A |
B |
C |
D |
E |
F |
G |
H |
I |
J |
K |
L |
M |
N |
O |
P |
Q |
R |
S |
T |
U |
V |
W |
X |
Y |
Z |
?
 
Sa |
Sb |
Sc |
Sd |
Se |
Sf |
Sg |
Sh |
Si |
Sj |
Sk |
Sl |
Sm |
Sn |
So |
Sp |
Sq |
Sr |
Ss |
St |
Su |
Sv |
Sw |
Sy |
Sz
 
Sta |
Ste |
Sth |
Sti |
Stj |
Stl |
Sto |
Str |
Sts |
Stt |
Stu |
Stv |
Stw |
Sty
 
Stoa |
Stob |
Stoc |
Stod |
Stoe |
Stof |
Stog |
Stoh |
Stoi |
Stoj |
Stok |
Stol |
Stom |
Ston |
Stoo |
Stop |
Stoq |
Stor |
Stos |
Stot |
Stou |
Stov |
Stow |
Stox |
Stoy |
Stoz
Die Liste der Biografien führt alle Personen auf, die in der deutschsprachigen Wikipedia einen Artikel haben. Dieses ist eine Teilliste mit 618 Einträgen von Personen, deren Namen mit den Buchstaben „Stoc“ beginnt.

## Stoc

### Stocc
- Stocchi, Vittore (1895–1967), italienischer Ruderer
- Stocco, Giampietro (* 1961), italienischer Schriftsteller und RAI-Journalist

### Stoce
- Štoček, Jiří (* 1977), tschechischer Schachspieler
- Štoček, Matúš (* 1999), slowakischer Radsportler

### Stoch
- Stoch, Andreas (* 1969), deutscher Rechtsanwalt und Politiker (SPD), MdLAndreas Stoch (* 1969)

Andreas Stoch (* 1969)

- Stoch, Kamil (* 1987), polnischer Skispringer
- Stoch, Miroslav (* 1989), slowakischer Fußballspieler
- Stocher, Franz (* 1969), österreichischer Radrennfahrer
- Štochl, Jan (* 1975), tschechischer Handballspieler
- Štochl, Petr (* 1976), tschechischer Handballspieler
- Štochl, Richard (* 1975), slowakischer Handballtorwart
- Štochlová, Marie-Sára (* 1999), tschechische Beachvolleyballspielerin

### Stock
- Stock Palathara, Simon (1935–2022), indischer Geistlicher, Bischof von Jagdalpur
- Stock, Alec (1917–2001), englischer Fußballspieler und -trainer
- Stock, Alex (1937–2016), deutscher römisch-katholischer Theologe
- Stock, Alexander (* 1962), deutscher Fernsehjournalist und Redakteur, Leiter der Hauptabteilung Kommunikation des ZDF
- Stock, Alfred (1876–1946), deutscher Chemiker
- Stock, Andrea (* 1980), deutsche Curlerin
- Stock, August (1863–1924), deutscher lutherischer Theologe
- Stock, Barbara (* 1956), US-amerikanische Schauspielerin
- Stock, Brian (* 1939), US-amerikanischer Historiker
- Stock, Carl (1876–1945), deutscher Bildhauer
- Stock, Chester (1892–1950), US-amerikanischer Paläontologe
- Stock, Christian (1884–1967), deutscher Politiker (SPD), MdL und erster Ministerpräsident von HessenChristian Stock (1884–1967)

Christian Stock (1884–1967)

- Stock, Christian (* 1956), deutscher Jazzmusiker (Bass)
- Stock, Daniel (* 1992), norwegischer Skilangläufer
- Stock, Dennis (1928–2010), US-amerikanischer Fotograf und Autor
- Stock, Dora (1759–1832), deutsche Malerin, Zeichnerin und Kopistin
- Stock, Eberhard (* 1933), deutscher Germanist und Sprechwissenschaftler
- Stock, Ellen (* 1966), deutsche Politikerin (SPD), MdL
- Stock, Franz (1904–1948), deutscher römisch-katholischer Priester, Seelsorger im Zweiten WeltkriegFranz Stock (1904–1948)

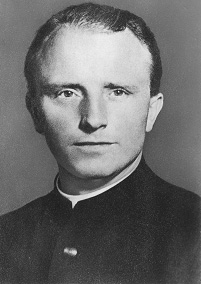
Franz Stock (1904–1948)

- Stock, Franz Albert (1834–1877), deutscher Architekt
- Stock, Friedrich (1877–1937), deutscher Pädagoge und Politiker (DtSP, NSFP), MdR
- Stock, Friedrich (1913–1978), deutscher Politiker (FDP/DVP), MdL
- Stock, Friedrich A. (1900–1984), deutscher Schachfunktionär und Hotelbesitzer
- Stock, Friedrich Abraham (1845–1895), Schweizer Mediziner und Politiker
- Stock, Friedrich August (1872–1942), deutscher Bratscher, Dirigent und Komponist
- Stock, Gailene (1946–2014), australische Balletttänzerin und Tanzpädagogin
- Stöck, Gerhard (1911–1985), deutscher Leichtathlet und Olympiasieger
- Stock, Gerhard (* 1962), deutscher Physiker
- Stock, Gregory (* 1949), US-amerikanischer Bioethiker und Autor
- Stock, Gudrun (* 1995), deutsche Radrennfahrerin
- Stock, Günter (* 1944), deutscher Physiologe
- Stock, Hanns (1908–1966), deutscher Ägyptologe
- Stock, Hans (1867–1947), deutscher Schauspieler
- Stock, Heinrich (1917–1977), deutscher Grenzpolizeioffizier der DDR
- Stock, Heinrich (1930–2007), deutscher Politiker (CDU), MdL
- Stock, Hermann Adolf von (1809–1871), deutscher Geistlicher, evangelischer Theologe
- Stock, James (* 1955), US-amerikanischer Wirtschaftswissenschaftler
- Stock, Jean (1893–1965), deutscher Buchdrucker und Politiker (SPD), MdL
- Stock, Jean-Pierre (1900–1950), französischer Ruderer
- Stock, Jo (* 1963), deutscher Schauspieler und ehemaliger Fußball-Torwarttrainer
- Stock, Johann Christian (1707–1758), deutscher Mediziner
- Stock, Johann Friedrich († 1866), deutscher Maler und Zeichner
- Stock, Johann Michael († 1773), deutscher Zeichner und Kupferstecher
- Stock, John T. (1911–2005), britischer Chemiker und Chemiehistoriker
- Stock, Jonathan (* 1983), deutscher Journalist
- Stock, Josef (1934–1942), deutsches Kind, Opfer des Nationalsozialismus
- Stock, Josef (1938–2025), deutscher Politiker (CDU), MdLJosef Stock (1938–2025)

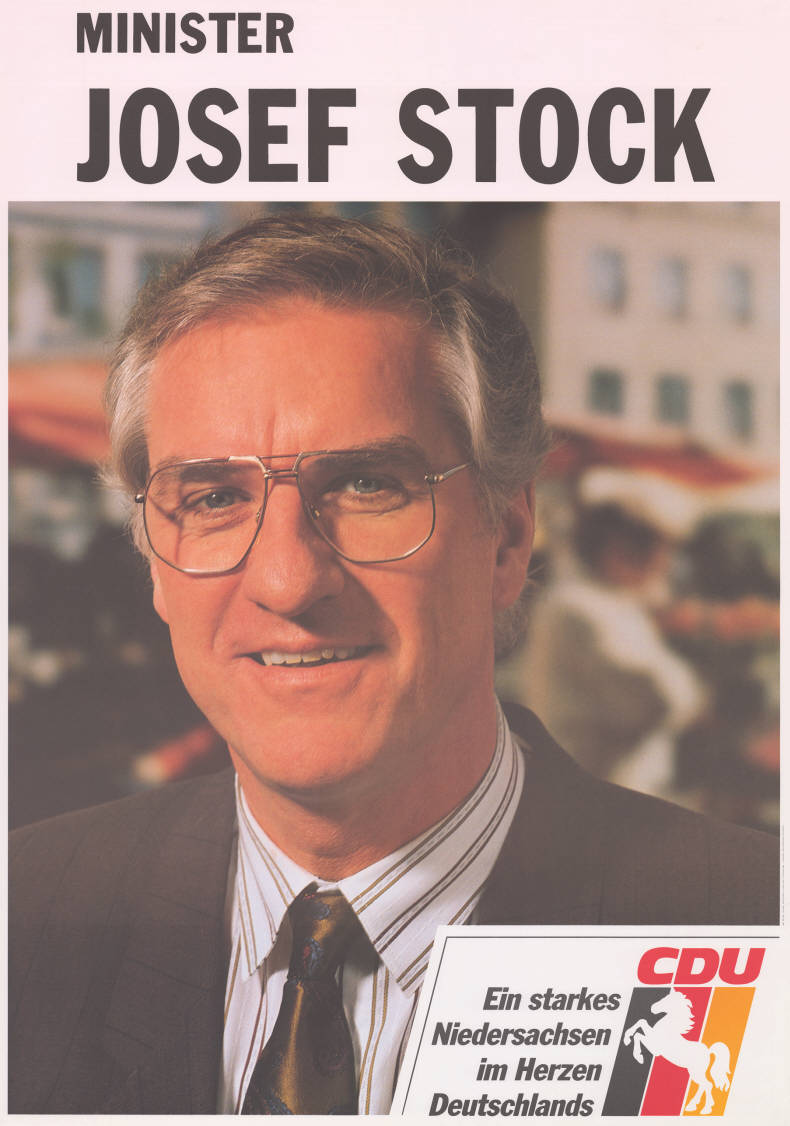
Josef Stock (1938–2025)

- Stock, Joseph Whiting (1815–1855), US-amerikanischer Maler
- Stock, Jürgen (1923–2004), deutscher Astronom
- Stock, Jürgen (* 1959), deutscher Jurist, Interpo-Generalsekretär
- Stöck, Jutta (* 1941), deutsche Leichtathletin und Olympiateilnehmerin
- Stock, Kathleen (* 1972), britische Philosophin
- Stock, Klemens (* 1934), deutscher Priester, Sekretär der Päpstlichen Bibelkommission
- Stock, Konrad (* 1941), deutscher evangelischer Theologe
- Stock, Lara (* 1992), kroatisch-deutsche Schachspielerin
- Stock, Lea-Marie (* 1996), deutsche Kampfsportlerin des Grapplings und Brazilian Jiu-Jitsu
- Stock, Leo Francis (1878–1954), US-amerikanischer Historiker
- Stock, Leonhard (* 1958), österreichischer SkirennläuferLeonhard Stock (* 1958)

Leonhard Stock (* 1958)

- Stock, Lisa (* 1994), deutsche Volleyballspielerin
- Stock, Ludwig, deutscher Fußballspieler
- Stock, Ludwig (1778–1861), deutscher Archivar und Historiker
- Stock, Ludwig († 1843), deutscher Politiker, Bürgermeister von Borbeck
- Stock, Manfred, deutscher All-Round-Künstler, Entertainer, Schauspieler, Kabarettist und Erfinder von Rätseln (Guinnessbucheintrag)
- Stock, Manfred (* 1932), deutscher Gartenbauer und Umweltschützer
- Stock, Marcus (* 1961), englischer Geistlicher, römisch-katholischer Bischof von Leeds
- Stock, Margarete (1900–1978), deutsche Malerin
- Stock, Markus, deutscher Musiker und MusikproduzentMarkus Stock

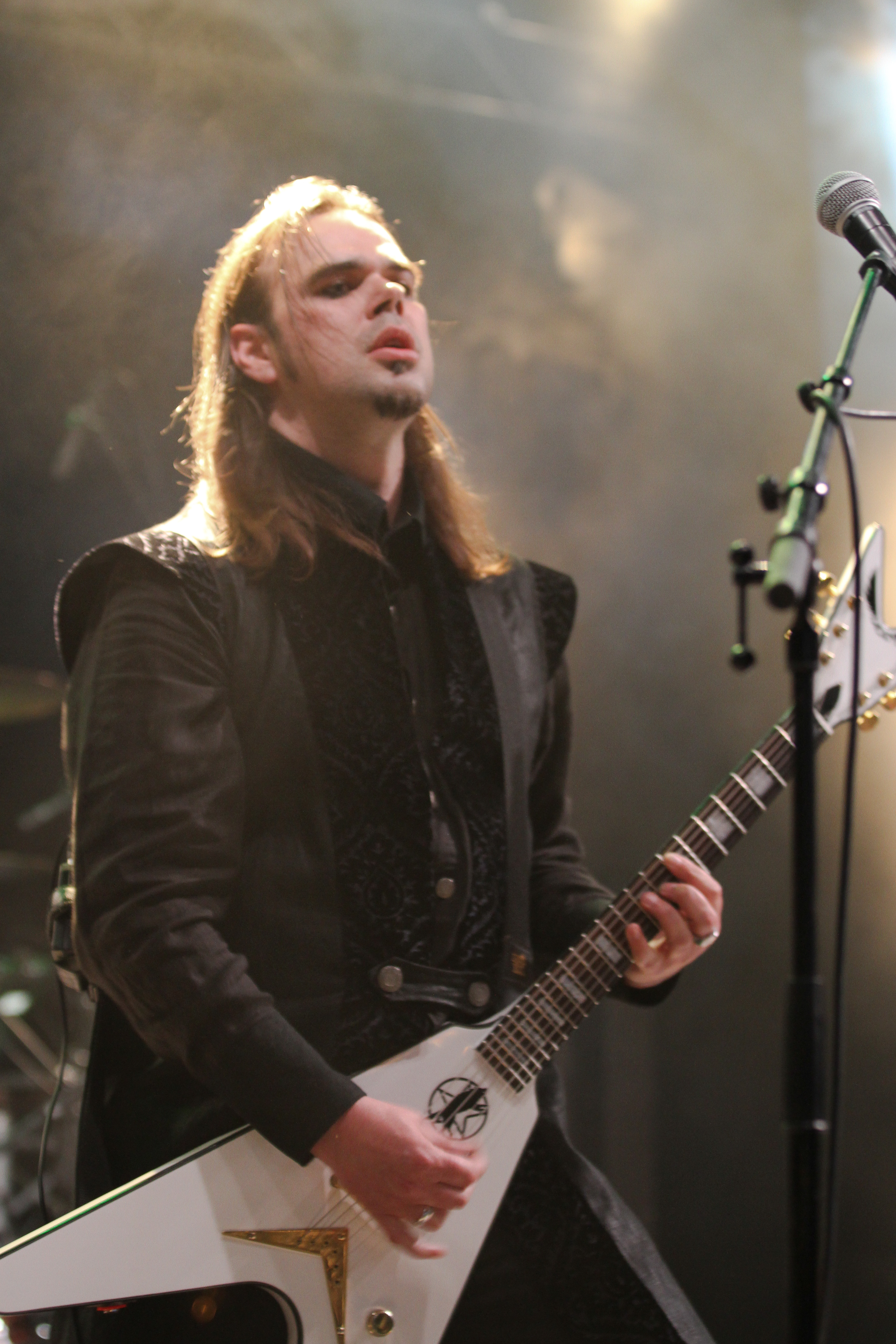
Markus Stock

- Stock, Martin (1933–2022), deutscher Rechtswissenschaftler und Hochschullehrer
- Stock, Martin (* 1957), deutscher Biologe und Fotograf
- Stock, Martin (* 1961), deutscher Filmkomponist und Musikproduzent
- Stock, Martin (* 1980), deutscher Richter und Politiker (CSU)
- Stock, Martin Abraham (1892–1970), deutscher Überlebender des Holocaust und Fußballfunktionär
- Stock, Max (1848–1910), deutscher Reichsgerichtsrat
- Stock, Max (1948–2023), deutscher Maler und Grafiker
- Stock, Michaela (* 1964), österreichische Wirtschaftspädagogin und Hochschullehrerin
- Stock, Nigel (1919–1986), britischer Schauspieler
- Stock, Nigel (* 1950), britischer Bischof der Church of England
- Stock, Norbert (* 1967), deutscher Chemiker und Hochschullehrer
- Stock, Oskar (1906–1988), Schweizer Architekt
- Stock, Oskar (* 1946), deutscher Schriftsteller
- Stock, Otmar (1935–2023), deutscher Tischtennisspieler
- Stock, P. J. (* 1975), kanadischer Eishockeyspieler und Sportjournalist
- Stock, Paul (* 1997), deutscher Fußballspieler
- Stock, Pieter van der (* 1593), niederländischer Maler
- Stock, Ralph (* 1969), deutscher Game Designer
- Stock, Reinhard (* 1938), deutscher Experimentalphysiker
- Stock, Robert (1858–1912), Pionier der Telekommunikation und Berliner UnternehmerRobert Stock (1858–1912)

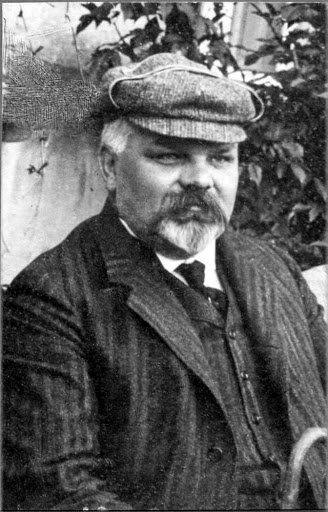
Robert Stock (1858–1912)

- Stock, Rosel (1937–1942), deutsches Kind, Opfer des Nationalsozialismus
- Stock, Sarah (* 1987), deutsche Schauspielerin
- Stock, Sebastian (* 1977), deutscher Curler
- Stock, Siegfried (* 1949), deutscher Politiker (SPD)
- Stock, Stephanie, deutsche Gesundheitsökonomin und Hochschullehrerin
- Stock, Tom, US-amerikanischer Schwimmer
- Stock, Toni (* 1936), deutscher Fechter
- Stock, Ulrich (1896–1974), deutscher Straf- und Wehrrechtler; Richter am Reichskriegsgericht
- Stock, Ursula (* 1937), deutsche Bildhauerin, Malerin und Zeichnerin
- Stock, Uwe (* 1947), deutscher Judoka
- Stock, Valeska (1887–1966), deutsche Schauspielerin
- Stock, Werner (1903–1972), deutscher Schauspieler
- Stöck, Wilhelm (1922–1997), deutscher Journalist und Nachrichtensprecher
- Stock, Wolfgang (1874–1956), deutscher Augenarzt
- Stock, Wolfgang (1913–1997), deutscher, mit der Schwäbischen Alb verbundener Bildhauer, Holzschnitzer, Maler und Zeichner, sowie Arzt
- Stock, Wolfgang (1929–2005), deutscher Ingenieur und Hochschullehrer
- Stock, Wolfgang (1943–2012), deutscher Chirurg
- Stock, Wolfgang (* 1959), deutscher Journalist und HochschullehrerWolfgang Stock (* 1959)

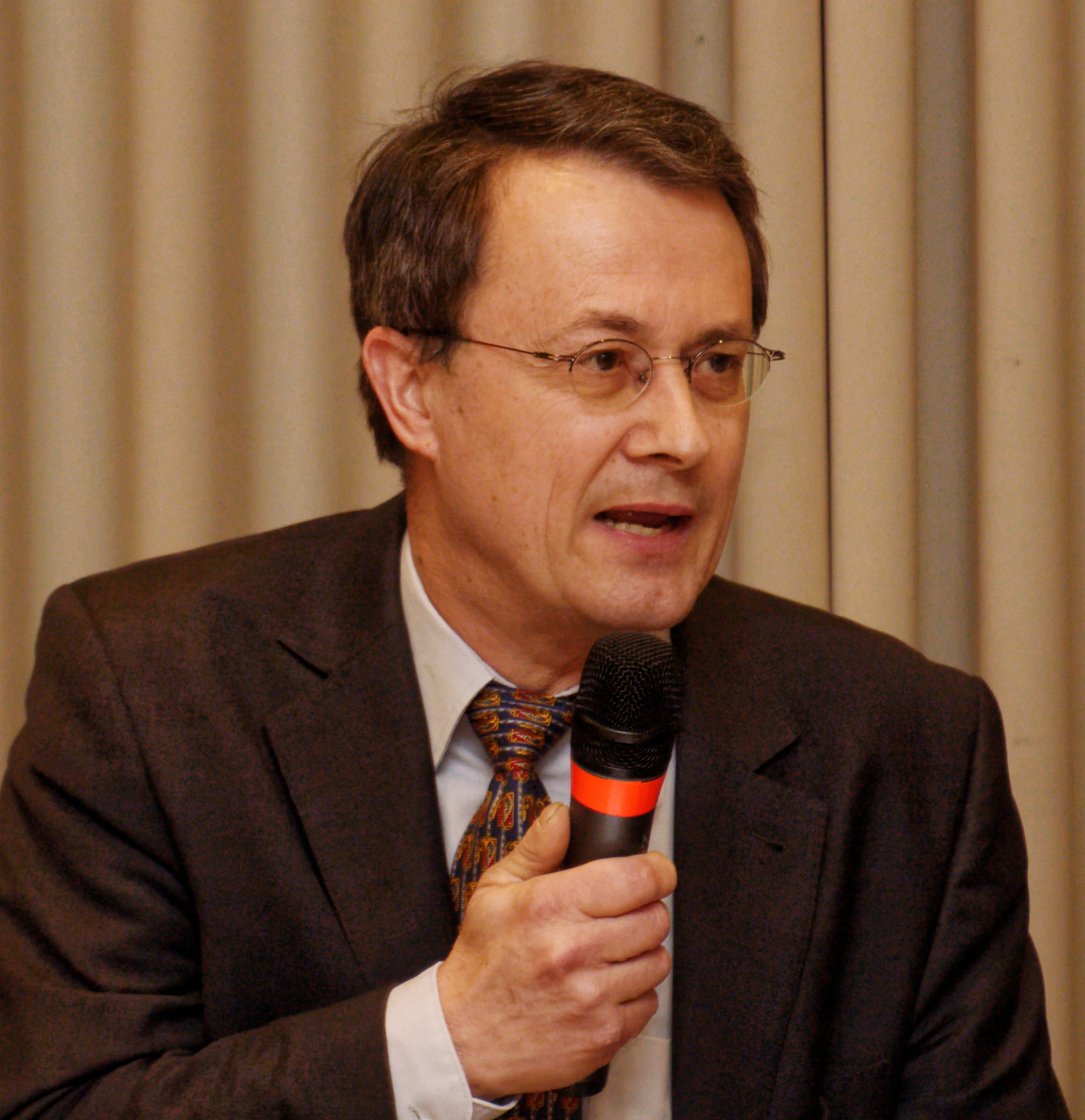
Wolfgang Stock (* 1959)

- Stock, Wolfgang G. (* 1953), deutscher Informationswissenschaftler
- Stock-Homburg, Ruth (* 1972), deutsche Betriebswirtschaftlerin
- Stock-Hug, Else (1920–2012), deutsche Pianistin
- Stock-Schmilinsky, Gabriele (1903–1984), deutsche Malerin und Kunstschulleiterin
- Stock-Sylvester, Hilde (1914–2006), deutsche Malerin

#### Stocka
- Stocka, Kashira (* 1987), polnische Tänzerin und Choreographin
- Stockalper, Dan (* 1956), US-amerikanisch-schweizerischer Basketballspieler
- Stockalper, Derek (* 1984), US-amerikanisch-schweizerischer Basketballspieler
- Stockalper, Ernest von (1838–1919), Schweizer Bauingenieur
- Stockalper, Kaspar (1609–1691), Schweizer Unternehmer und PolitikerKaspar Stockalper (1609–1691)

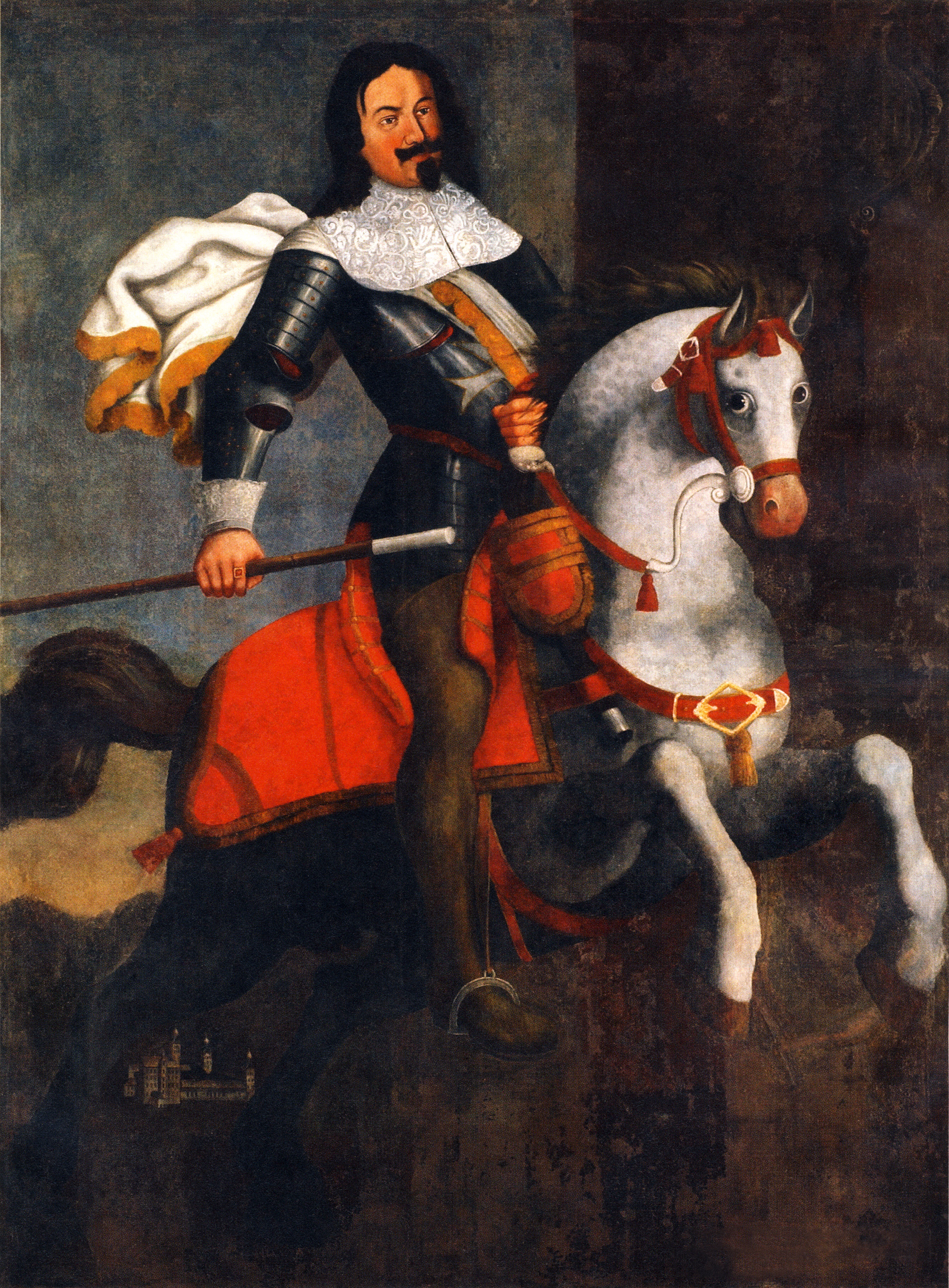
Kaspar Stockalper (1609–1691)

- Stockalper, Mike (* 1958), US-amerikanisch-schweizerischer Basketballspieler
- Stockalper, Peter, Schweizer Militär und Politiker
- Stockamp, Matthias (* 1991), deutscher American-Football-Spieler
- Stockar, Rudolf (* 1965), Schweizer Geologe und Paläontologe
- Stockar-Escher, Clementine (1816–1886), Schweizer Aquarellistin und Zeichnerin
- Stockard, Aaron (* 1977), US-amerikanischer Drehbuchautor, Produktionsassistent und Associate Producer
- Stockau, Georg von (1806–1865), österreichischer Politiker und Gutsbesitzer

#### Stockb
- Stockbauer, Franz (1853–1938), Kommerzienrat
- Stockbauer, Franz (1901–1952), österreichischer Schlosser, Conducteur und Politiker, Landtagsabgeordneter der Steiermark
- Stockbauer, Hannah (* 1982), deutsche Schwimmerin
- Stockbauer, Paul von (1826–1893), bayerischer Jurist und Politiker
- Stockbridge, Francis B. (1826–1894), US-amerikanischer Politiker (Republikanische Partei)
- Stockbridge, Henry (1856–1924), US-amerikanischer Jurist und Politiker
- Stockbridge, Sara (* 1965), britische Schauspielerin und Model
- Stockbroekx, Emmanuel (* 1993), belgischer Hockeyspieler
- Stockburger, Georg Alfred (1907–1986), deutscher Maler, Zeichner, Lithograf, Holzschneider und Kupferstecher sowie Arzt

#### Stockd
- Stockdale, David (* 1985), englischer Fußballspieler
- Stockdale, Fletcher († 1890), US-amerikanischer Jurist; 11. Gouverneur von Texas
- Stockdale, James (1923–2005), US-amerikanischer Vizeadmiral der NavyJames Stockdale (1923–2005)

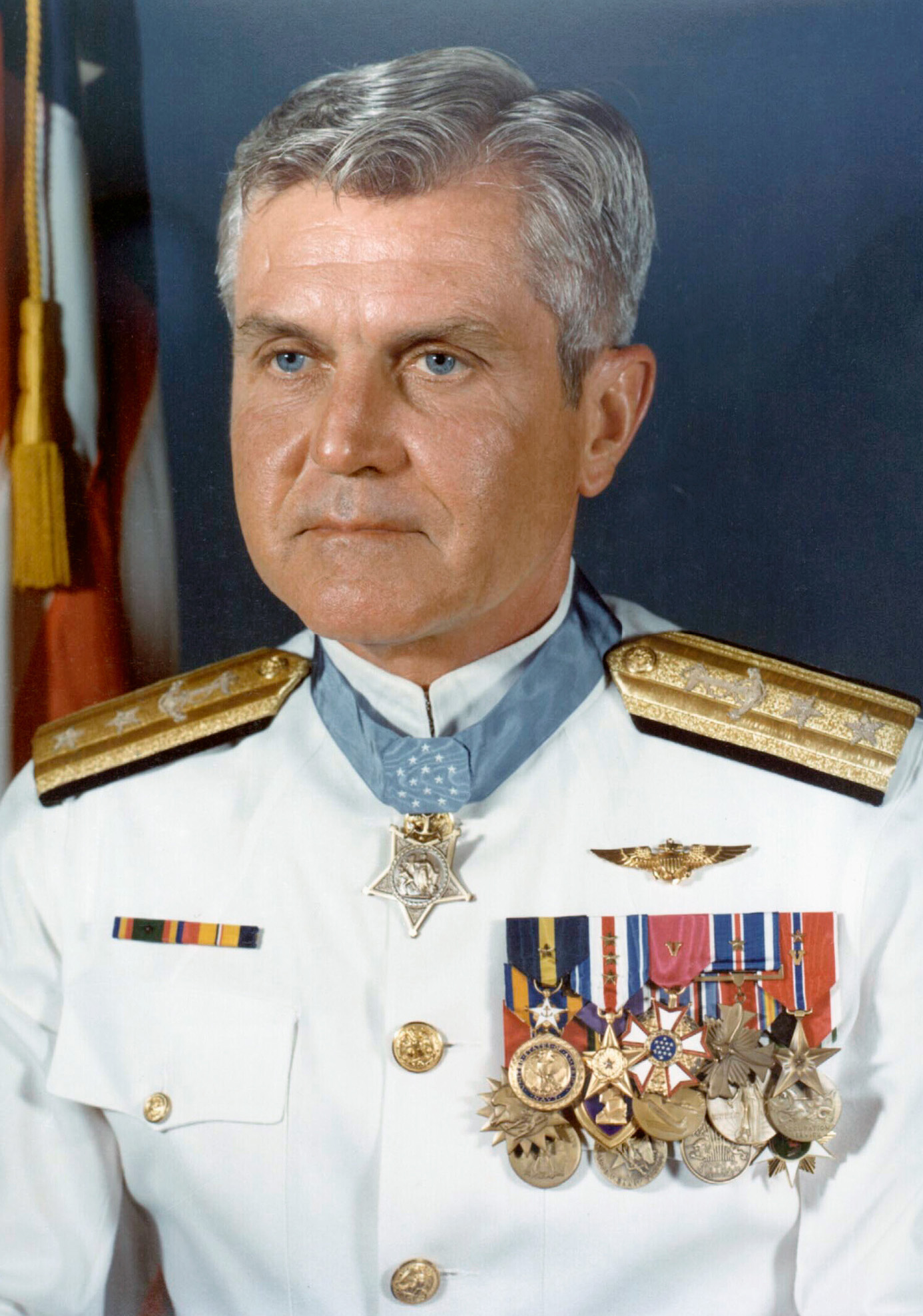
James Stockdale (1923–2005)

- Stockdale, T. R. (1828–1899), US-amerikanischer Jurist und Politiker

#### Stocke
- Stocke, Eux (1895–1992), deutscher Unternehmer
- Stocké, Volker (1966–2017), deutscher Soziologe und Hochschullehrer
- Stöckel, Dieter (* 1945), deutscher Tischtennisspieler
- Stöckel, Heinz (* 1929), deutscher Politiker (SPD), MdL Bayern
- Stöckel, Heinz (1940–2015), deutscher Jurist, Generalstaatsanwalt in Nürnberg
- Stöckel, Hugo (* 1874), deutscher Richter und Politiker, MdL
- Stöckel, Inga (* 1988), deutsche Hockeyspielerin
- Stöckel, Joe (1894–1959), bayerischer Komiker, Schauspieler, Drehbuchautor und Filmregisseur
- Støckel, Johan Ferdinand Vilhelm Valdemar (1867–1959), dänischer Offizier, Museumsdirektor, Waffenhistoriker, Forschungsreisender und Fotograf
- Stöckel, Johannes Georg (1855–1923), deutscher Politiker, MdL Sachsen
- Stöckel, Karl Traugott (1804–1881), deutscher Orgelbauer
- Stöckel, Konrad (* 1978), deutscher Comedian, Moderator, Zauber- und UnterhaltungskünstlerKonrad Stöckel (* 1978)

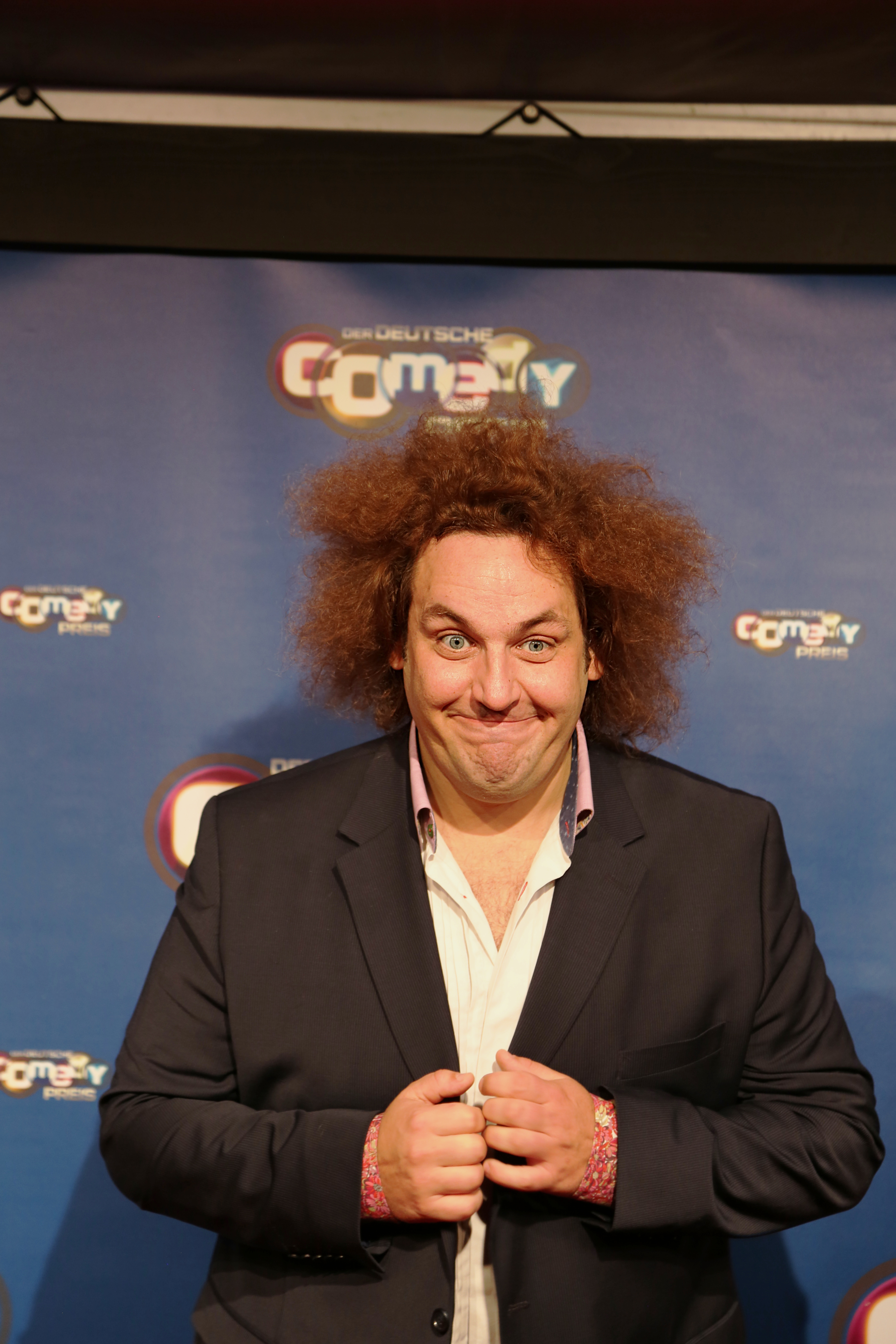
Konrad Stöckel (* 1978)

- Stöckel, Leonhard († 1560), Dramatiker, Pädagoge und Reformator
- Stöckel, Maike (* 1984), deutsche Hockeyspielerin
- Stöckel, Reinhard (* 1956), deutscher Schriftsteller
- Stöckel, Rolf (* 1957), deutscher Politiker (SPD), MdB
- Støckel, Tommy (* 1972), dänischer Künstler
- Stockel, Volker (* 1966), deutscher Kameramann und Filmemacher
- Stöckel, Wolfgang (1473–1541), deutscher Buchdrucker der Reformationszeit
- Stockelmann, August (1900–1945), deutscher Tierarzt und Verwaltungsbeamter
- Stöckemann-Paare, Yvonne (* 1973), deutsche Schriftstellerin
- Stöcken, Christian von (1694–1762), dänischer Staats- und Geheimrat
- Stöcken, Christopher Ernst von (1664–1711), dänischer Admiral
- Stocken, Eduard von (1824–1897), preußischer Generalleutnant
- Stöcken, Frederik von (1796–1868), dänischer Apotheker, Unternehmer und Politiker
- Stöcken, Gerhard Christian von (1671–1728), dänischer General
- Stöcken, Hans Heinrich von (1666–1709), dänischer Diplomat
- Stöcken, Heinrich von (1631–1681), dänischer Rentmeister und Generalkriegskommissar
- Stocken, Leo von (1862–1926), preußischer Generalleutnant
- Stockenberg, Johann Gustav, schwedischstämmiger Bildhauer und Steinmetz des Hochbarock
- Stockenhuber, Maximilian (1921–1998), österreichischer Bildhauer
- Stöckenius, N. N., sachsen-coburgischer Abgeordneter
- Stockenreitner, David (* 1990), österreichischer Kabarettist
- Stockenström, Wilma (* 1933), südafrikanische Schriftstellerin, Übersetzerin und Schauspielerin
- Stocker, Abraham (1825–1887), Schweizer Politiker (liberal)
- Stocker, Achim (1935–2009), deutscher Fußballfunktionär
- Stöcker, Alexander (1896–1963), deutscher Bildjournalist, Luftfahrtfotograf und Pressefotograf
- Stocker, Anita (* 1962), deutsche Journalistin
- Stocker, Arno (* 1956), deutscher Klavierstimmer
- Stöcker, Bernd (* 1952), deutscher Bildhauer
- Stocker, Bruce A. D. (1917–2004), US-amerikanischer Mikrobiologe
- Stocker, Carl Wilhelm Friedrich Ludwig (1832–1900), deutscher Pfarrer der Evangelischen Landeskirche in Baden und Heimatforscher
- Stocker, Carlotta (1921–1972), Schweizer Bildende Künstlerin
- Stocker, Christian (* 1960), österreichischer Politiker (ÖVP), Bundeskanzler der Republik Österreich, Abgeordneter zum NationalratChristian Stocker (* 1960)

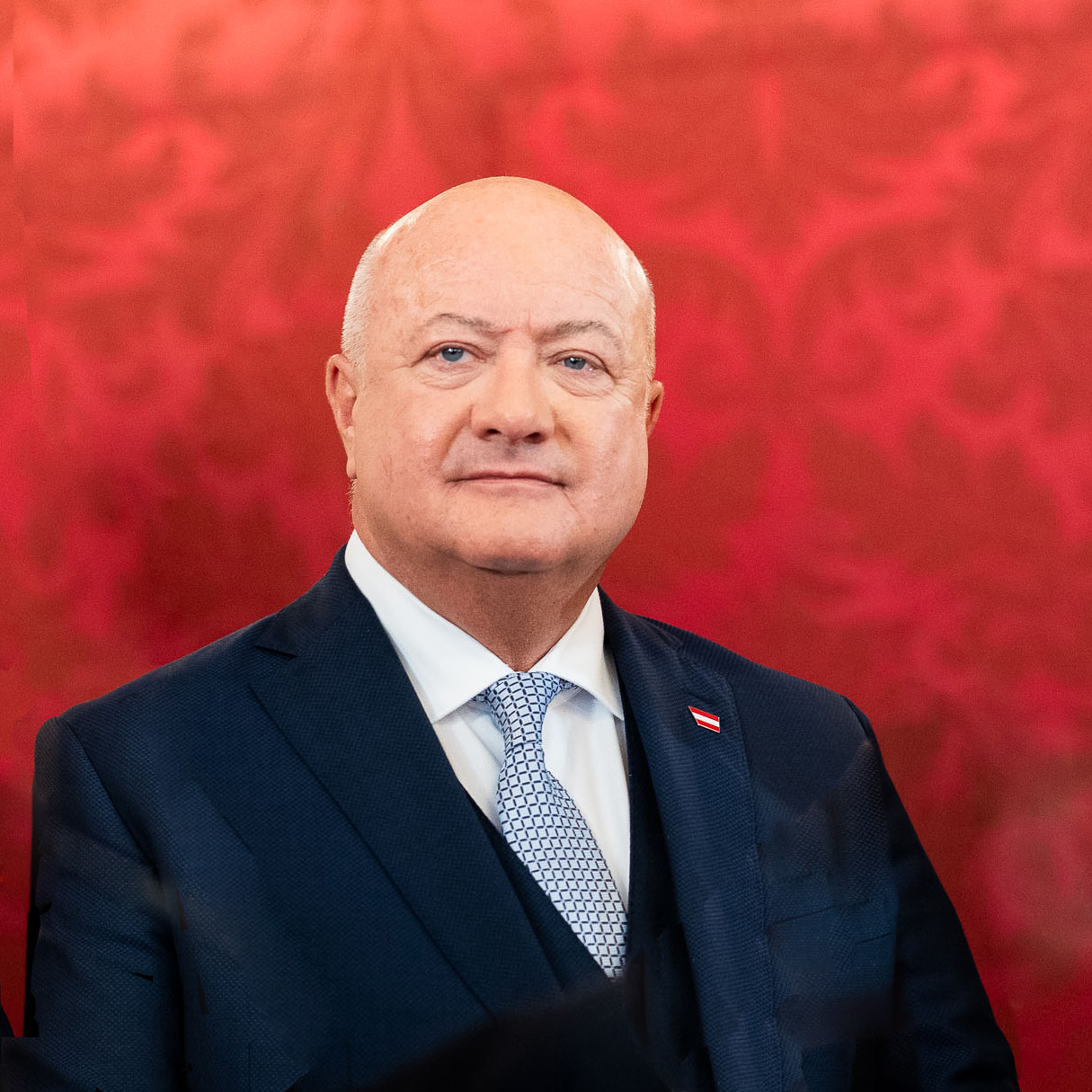
Christian Stocker (* 1960)

- Stöcker, Christian (* 1973), deutscher Redakteur, Sachbuch-Autor und Lehrbeauftragter für Digitale Kommunikation
- Stöcker, Christiane, deutsches Fotomodell sowie Schönheitskönigin
- Stocker, Christoph (* 2001), österreichischer Schauspieler
- Stocker, Daniel (1865–1957), deutscher Bildhauer
- Stocker, Darja (* 1983), Schweizer Theaterautorin
- Stöcker, Detlef (* 1963), deutscher Autor
- Stöcker, Diana (* 1970), deutsche Kommunalpolitikerin (CDU)Diana Stöcker (* 1970)

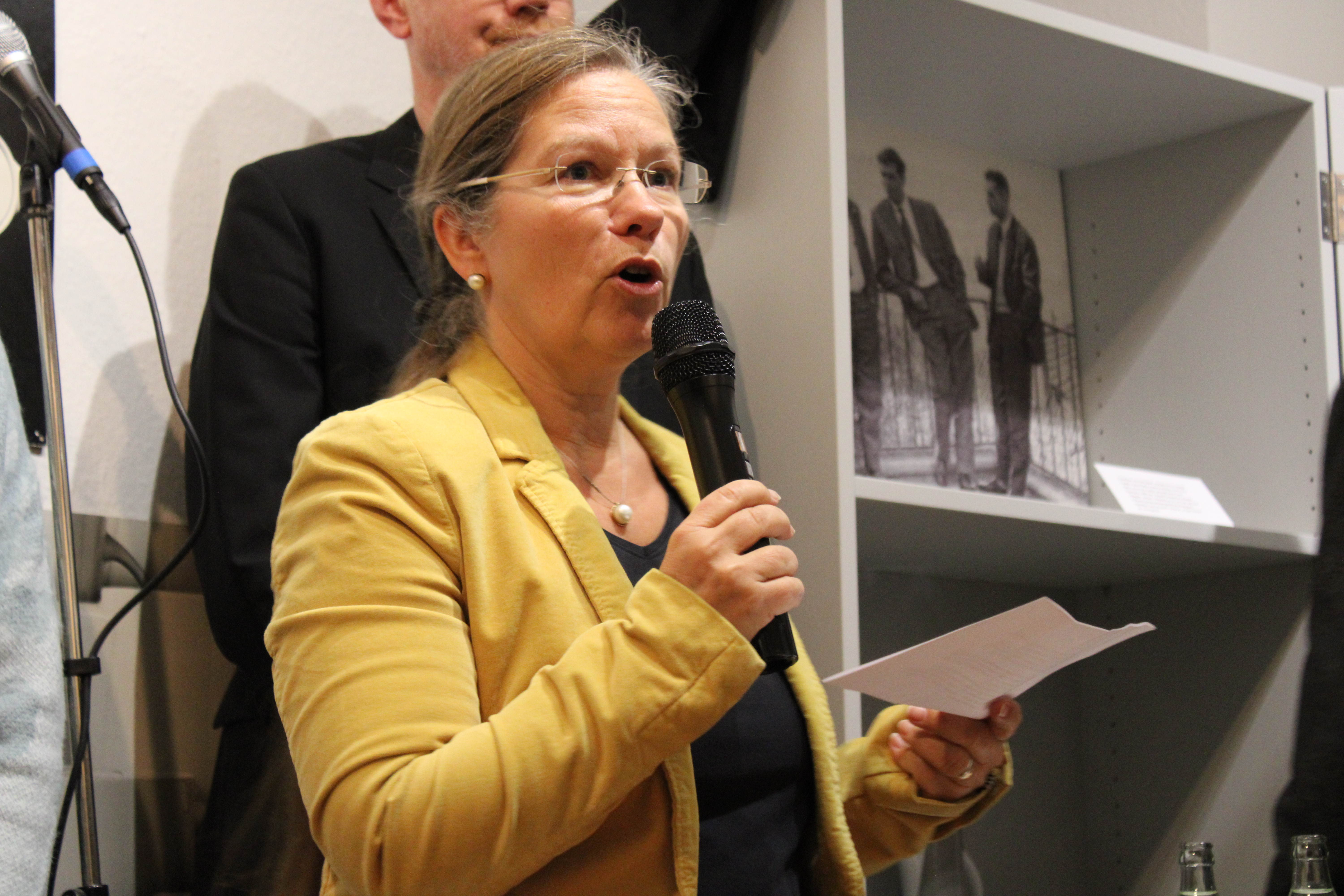
Diana Stöcker (* 1970)

- Stöcker, Elmar (1929–1984), deutscher Pathologe und Hochschullehrer
- Stocker, Erhard (* 1951), Schweizer Schriftsteller
- Stocker, Erich (* 1942), österreichischer Geograph
- Stocker, Ernst (* 1955), Schweizer Politiker (SVP)
- Stocker, Esther (* 1974), italienische Malerin (Südtirol)
- Stocker, Ferry (* 1961), österreichischer Ökonom
- Stocker, Franz (* 1933), österreichischer Politiker (ÖVP), Abgeordneter zum Nationalrat, Mitglied des Bundesrates
- Stocker, Franz August (1833–1892), Schweizer Journalist und Schriftsteller
- Stocker, Franz Xaver (1809–1875), deutscher Arzt, Naturkundler und Revolutionär
- Stocker, Fridolin (1898–1964), Schweizer Pädagoge und Schriftsteller
- Stocker, Fritz (1894–1967), deutscher Kommunalpolitiker, Landrat des oberbayerischen Landkreises Schrobenhausen
- Stocker, Fritz (1920–2007), Schweizer Radrennfahrer
- Stocker, Gangolf (1944–2021), deutscher Maler und Kommunalpolitiker, Sprecher des Aktionsbündnisses gegen das Projekt Stuttgart 21
- Stöcker, Georg Moritz (1797–1852), Posthalter, Landwirt und Abgeordneter
- Stocker, Gerfried (* 1964), österreichischer Medienkünstler, Musiker, Kulturmanager und Leiter des Ars Electronica Center in Linz
- Stocker, Gerhard (* 1951), österreichischer Manager
- Stocker, Hans (1896–1983), Schweizer Maler und Glasmaler
- Stocker, Hans (1929–2008), deutscher Lehrer, Studiendirektor und Politiker (SPD), MdL Baden-Württemberg
- Stöcker, Hans Jürgen (1928–2004), deutscher Manager und Verbandsfunktionär in der Schifffahrt
- Stocker, Harald (* 1969), deutscher Wissenschaftsjournalist mit Schwerpunkt Technik
- Stocker, Heini (* 1973), liechtensteinischer Fußballspieler
- Stöcker, Heinz (* 1929), deutscher Generalmajor im Ministerium für Staatssicherheit (MfS) der DDR
- Stöcker, Helene (1869–1943), deutsche Frauenrechtlerin, Sexualreformerin, Pazifistin und PublizistinHelene Stöcker (1869–1943)

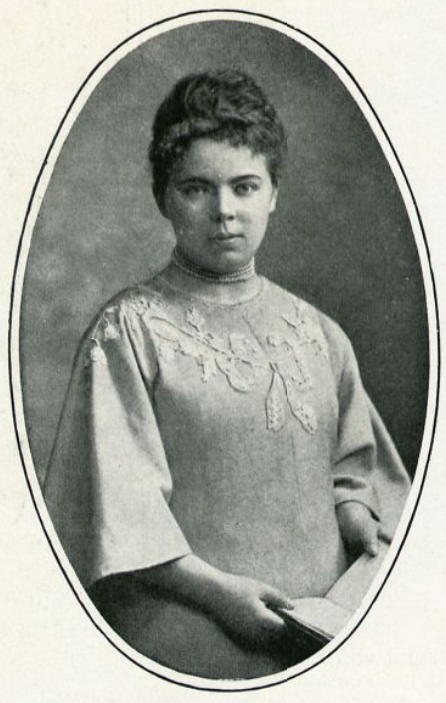
Helene Stöcker (1869–1943)

- Stocker, Helmut (* 1929), deutscher Fußballspieler
- Stocker, Helmuth (1938–2021), österreichischer Angestellter und Politiker (SPÖ), Abgeordneter zum Nationalrat
- Stöcker, Hermann (1938–2022), deutscher Fußballspieler
- Stöcker, Horst (* 1952), deutscher theoretischer Schwerionen-, Kern- und Astrophysiker
- Stöcker, Hugo (1830–1873), deutscher Jurist und Landtagsabgeordneter im Fürstentum Waldeck
- Stöcker, Jakob (1886–1969), deutscher Journalist und Sachbuchautor
- Stöcker, Joachim (1944–2023), deutscher Politiker (CDU), MdL
- Stöcker, Johann (1835–1913), deutscher Gastwirt, Bierbrauer und Politiker (Zentrum), MdR
- Stocker, Jörg, deutscher Maler
- Stocker, Julien (* 1991), Schweizer Politiker (glp) und Gesundheitswissenschaftler
- Stöcker, Karl (1845–1908), deutscher Landwirt und Politiker (NLP), MdR
- Stocker, Karl (* 1956), österreichischer Historiker, Kulturwissenschaftler, Autor und Hochschulprofessor
- Stocker, Klaus (* 1967), österreichischer Fußballspieler und Trainer
- Stocker, Kurt (* 1954), österreichischer Filmproduzent
- Stocker, Laurent (* 1973), französischer SchauspielerLaurent Stocker (* 1973)

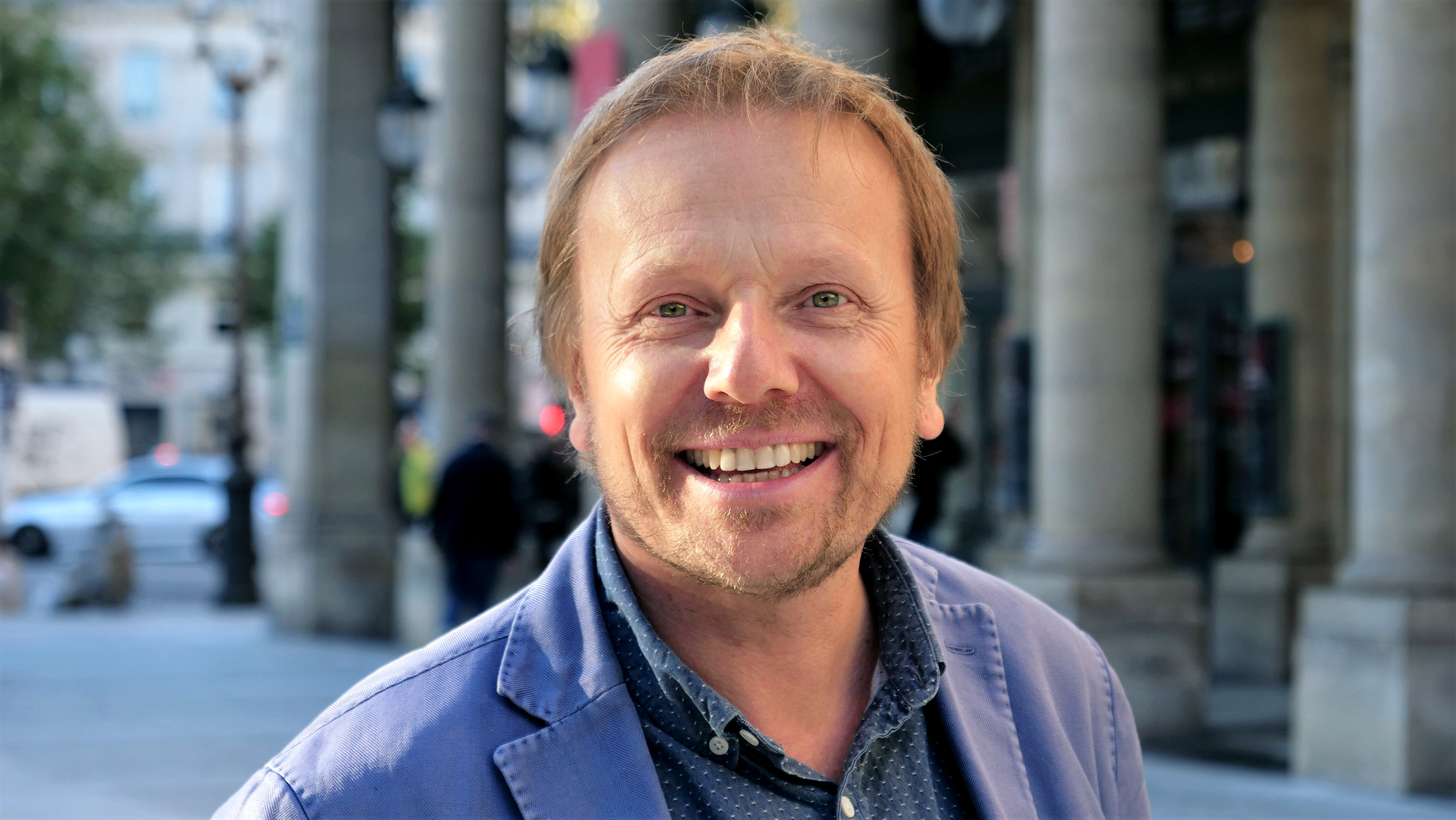
Laurent Stocker (* 1973)

- Stocker, Leopold (1886–1950), österreichischer rechtsgerichteter Verleger und Gründer des Leopold Stocker Verlages
- Stocker, Ludwig (* 1932), Schweizer Bildhauer und Maler
- Stocker, Manfred (1966–2006), österreichischer Fernsehkoch und Laiendarsteller
- Stocker, Manuel (* 1991), Schweizer Radrennfahrer
- Stöcker, Margarete (* 1961), deutsche Fachdozentin und Autorin für Pflege und Betreuung
- Stocker, Maria (1885–1969), Österreicherin, die jüdische Flüchtlinge aufnahm
- Stocker, Mario (* 1997), Schweizer Unihockeyspieler
- Stocker, Martha (* 1954), italienische Politikerin (SVP)
- Stocker, Martin (* 1979), österreichischer Skirennläufer
- Stocker, Michael (1911–2003), deutscher Rechtsanwalt, Beamter in der Landesverwaltung des Freistaats Bayern und Bundesvorsitzender der Landsmannschaft der Banater Schwaben
- Stöcker, Michael (1937–2013), deutscher Kommunalpolitiker (CSU), Oberbürgermeister von Rosenheim
- Stocker, Michael (* 1983), österreichischer Grasskiläufer
- Stöcker, Michel (* 1999), deutscher Fußballspieler
- Stocker, Monika (* 1948), Schweizer Politikerin (GPS)Monika Stocker (* 1948)

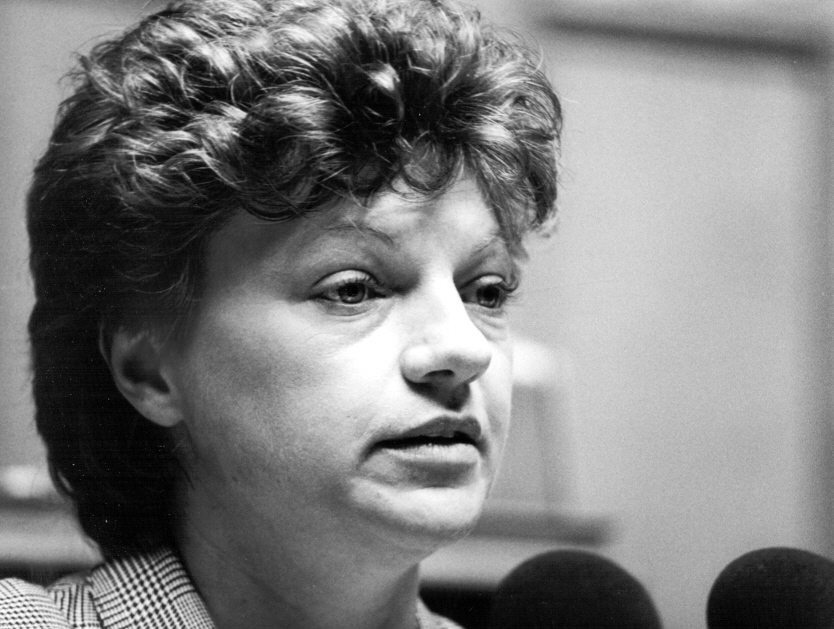
Monika Stocker (* 1948)

- Stocker, Monika (* 1950), Schweizer Keramikkünstlerin
- Stocker, Nicolas (* 1988), Schweizer Fusionmusiker (Schlagzeug, Perkussion, Komposition)
- Stocker, Nikolaus († 1460), Abt im Kloster St. Blasien
- Stocker, Oskar (* 1956), österreichischer Maler
- Stocker, Otto (1888–1979), deutscher Botaniker
- Stöcker, Patrik (* 1992), deutscher Ruderer
- Stocker, Paul (1952–2025), amerikanischer Jazzmusiker (Alt- und Sopransaxophon, Bassklarinette, Flöte, Komposition)
- Stocker, Peter (* 1953), deutscher Fußballspieler
- Stöcker, Peter (* 1968), deutscher Crosslauf-Sommerbiathlet und Leichtathlet
- Stocker, Quirin (* 1996), deutscher Eishockeyspieler
- Stocker, Reinhard F. (* 1944), Schweizer Biologe
- Stocker, Richard (1832–1918), deutscher Sänger (Tenor)
- Stocker, Sandro (* 1993), schweizerisch-peruanischer Schauspieler
- Stocker, Siegfried (1944–2016), deutscher Unternehmer (Hofpfisterei)
- Stocker, Sigmar (* 1969), italienischer Politiker (Die Freiheitlichen)
- Stocker, Simon (* 1981), Schweizer Politiker (SP)
- Stocker, Stefan (1845–1910), ungarischer Komponist
- Stöcker, Theodor (1811–1878), Berliner Klavierbauer
- Stocker, Thomas (* 1959), Schweizer Klimaforscher
- Stocker, Valentin (* 1989), Schweizer FußballspielerValentin Stocker (* 1989)

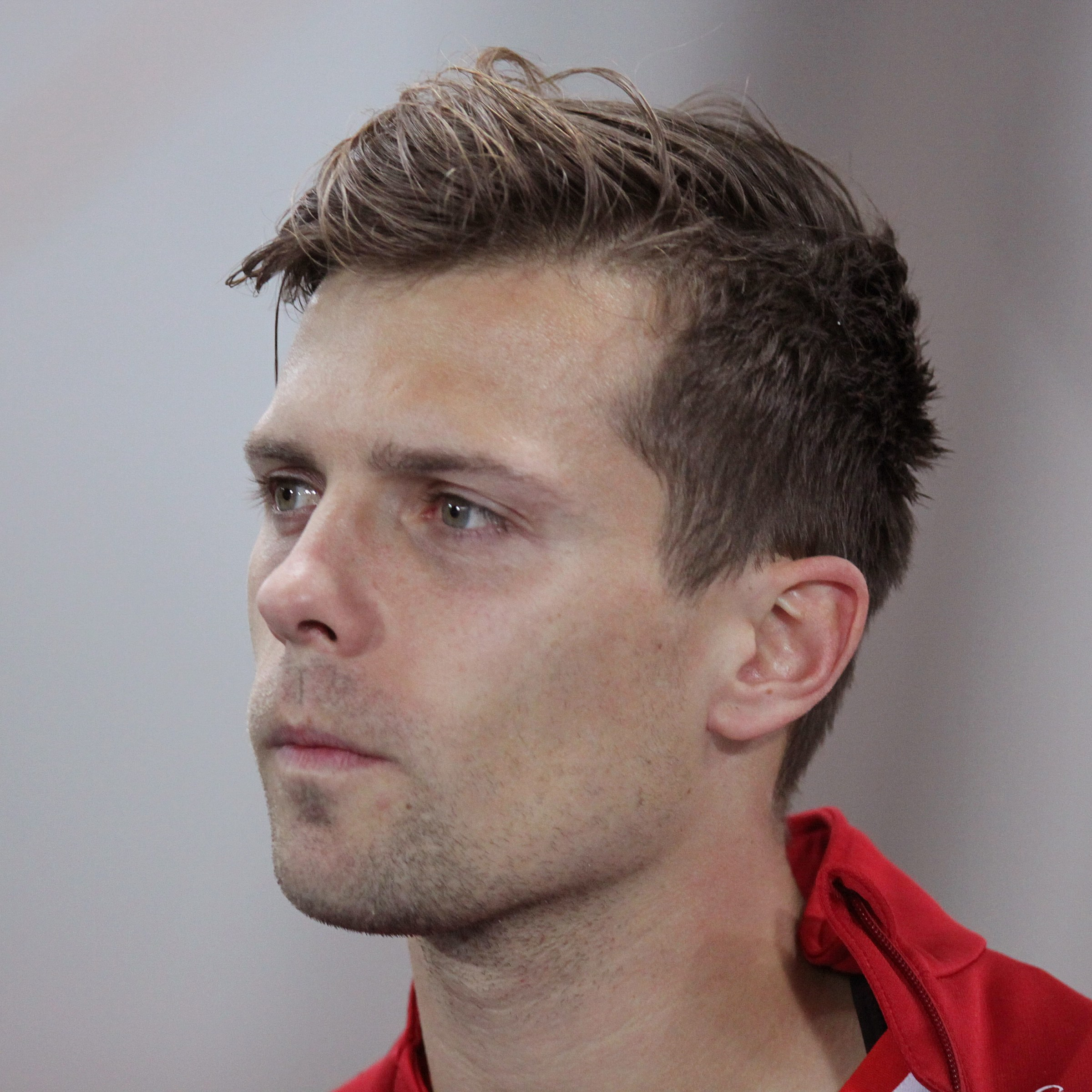
Valentin Stocker (* 1989)

- Stocker, Walter Russel jr. (1925–2003), US-amerikanischer Schauspieler und Regisseur
- Stocker, Werner (1904–1964), Schweizer Jurist und Politiker
- Stöcker, Werner (* 1939), deutscher Leichtathlet und Langstreckenläufer
- Stocker, Werner (* 1950), Schweizer wissenschaftlicher Verleger
- Stocker, Werner (1955–1993), deutscher SchauspielerWerner Stocker (1955–1993)

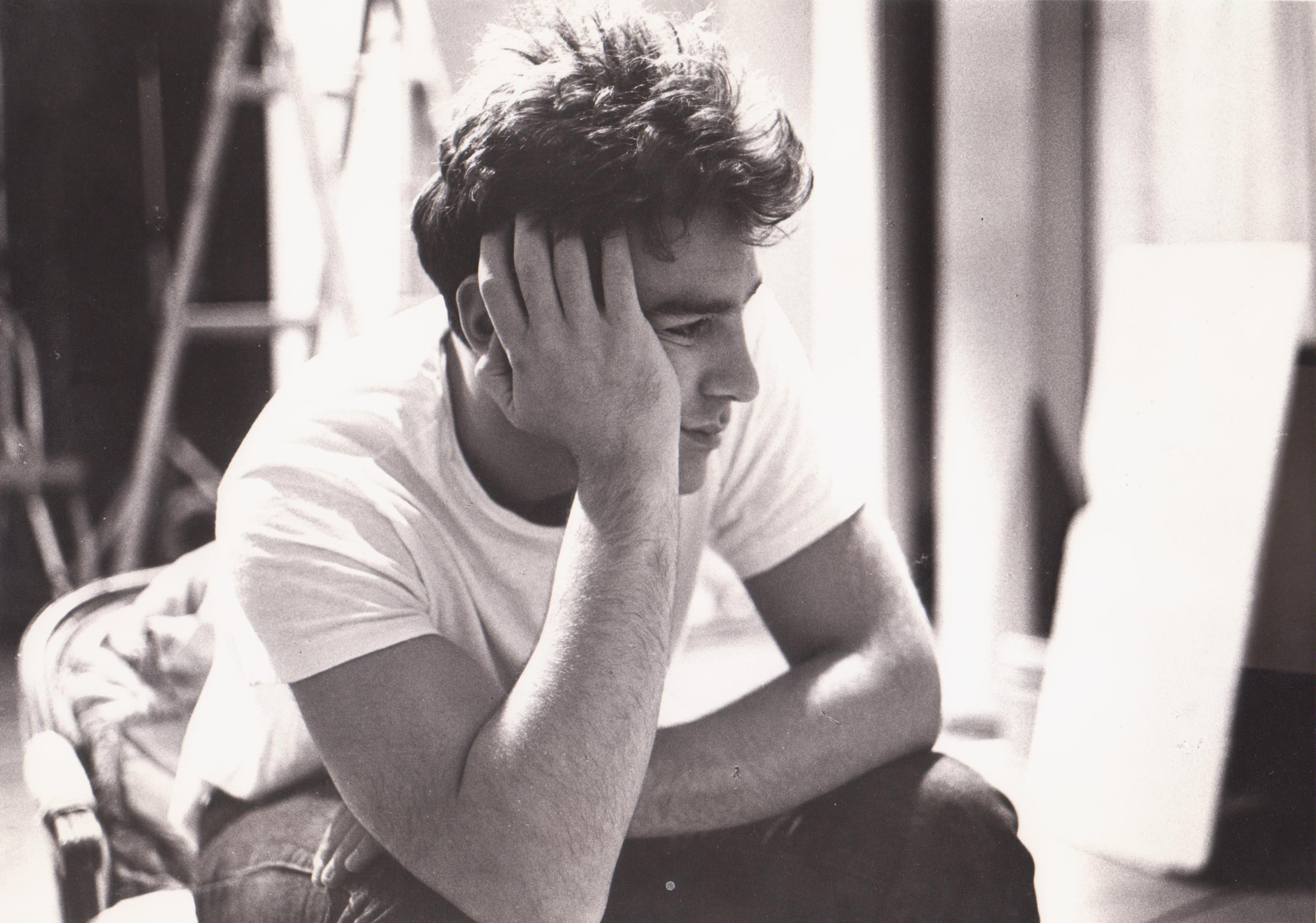
Werner Stocker (1955–1993)

- Stocker, Werner (* 1961), Schweizer Olympiasieger im Bobsport
- Stocker, Wilhelm (1899–1979), deutscher Milchwissenschaftler, Fachlehrer und Autor
- Stöcker, Winfried (* 1947), deutscher Mediziner und Unternehmer
- Stocker-Caviezel, Caroline (1829–1914), Schweizer Frauenrechtlerin
- Stocker-Meyer, Gerda (1912–1997), Schweizer Journalistin
- Stöckert, Fanny (1844–1908), deutsche Schriftstellerin
- Stockert, Franz Günther von (1899–1967), deutsch-österreichischer Psychiater
- Stockert, Harald (* 1970), deutscher Historiker und Archivar
- Stockert, Karl (1817–1904), österreichischer Politiker
- Stockert, Ludwig von (1853–1929), österreichischer Eisenbahningenieur
- Stöckert, Manuel (* 1988), deutscher Leichtathlet
- Stockert, Theodor von (* 1938), deutscher Neurologe und Neurowissenschaftler
- Stockert, Walter (* 1940), österreichischer Altphilologe
- Stockert-Meynert, Dora von (1870–1947), österreichische Schriftstellerin, Lyrikerin und Dramatikerin
- Stockett, Kathryn (* 1969), US-amerikanische SchriftstellerinKathryn Stockett (* 1969)

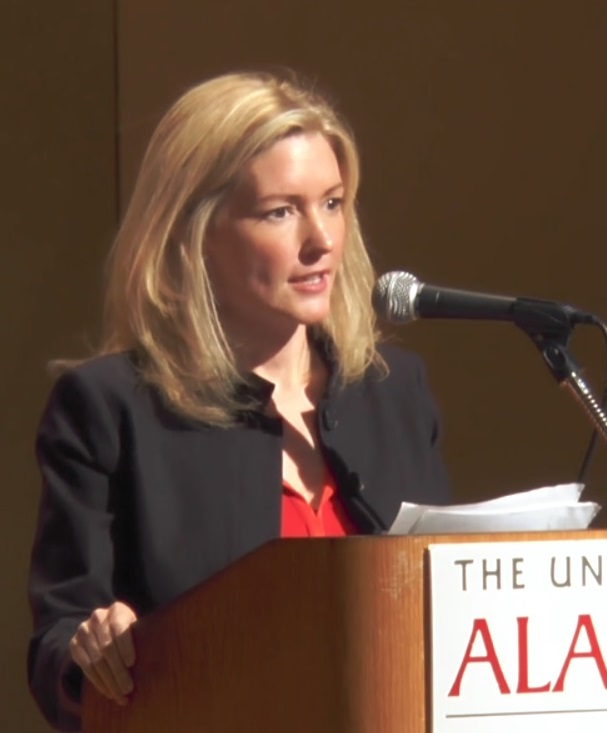
Kathryn Stockett (* 1969)

#### Stockf
- Stockfeld, Betty (1905–1966), australische Schauspielerin bei Bühne und Film
- Stockfisch, Dieter (* 1940), deutscher Marineoffizier und Militärschriftsteller
- Stockfleth, Daniel (1676–1739), deutscher Bürgermeister
- Stockfleth, Heinrich Arnold (1643–1708), deutscher Theologe
- Stockfleth, Julius (1857–1935), deutscher Zeichner und Maler
- Stockfleth, Linda (* 1994), deutsche Schauspielerin
- Stockfleth, Maria Catharina († 1692), deutsche Dichterin der Barockzeit
- Stockfleth, Phillip (* 1977), deutscher Karateka
- Stockfleth, William Walker (1802–1885), dänischer Politiker, Mitglied des Folketing, Amtsmann

#### Stockh
- Stockham, Alice Bunker (1833–1912), US-amerikanische Gynäkologin
- Stockham, Benjamin (* 2000), US-amerikanischer Schauspieler
- Stockhamer, Franz († 1721), österreichischer Leibmedicus und Rektor der Universität Wien
- Stockhammer, Andrea (* 1971), österreichische Kunsthistorikerin
- Stockhammer, Johann (* 1960), deutscher Designer und Hochschullehrer
- Stockhammer, Jonathan (* 1969), amerikanisch-deutscher Dirigent
- Stockhammer, Michael (* 1980), deutscher Basketballspieler
- Stockhammer, Morris (1904–1972), austroamerikanischer Jurist und Philosoph
- Stockhammer, Nicolas (* 1975), österreichischer Politikwissenschaftler
- Stockhammer, Philipp W. (* 1977), deutscher Prähistoriker, Archäologe und Hochschullehrer
- Stockhammer, Robert (* 1960), deutscher Komparatist
- Stockhammer, Wolfgang III. (1842–1921), österreichischer Priester, Abt von Michaelbeuern
- Stockhammern, Franz von (1873–1930), Ministerialbeamter und Diplomat
- Stöckhardt, Clara (1829–1897), deutsche Malerin
- Stöckhardt, Emil (1872–1945), deutscher Elektrotechniker und Hochschullehrer
- Stöckhardt, Ernst Theodor (1816–1898), deutscher Agrarwissenschaftler
- Stöckhardt, Georg (1842–1913), lutherischer Geistlicher und Hochschullehrer
- Stöckhardt, Gerhard Heinrich Jacobjan (1772–1830), deutscher Geistlicher
- Stöckhardt, Heinrich (1842–1920), deutscher Architekt und Kunstgewerbler
- Stöckhardt, Heinrich Robert (1802–1848), deutscher Jurist und Hochschullehrer
- Stöckhardt, Julius Adolph (1809–1886), deutscher Agrarwissenschaftler
- Stöckhardt, Julius Reinhold (1831–1901), preußischer Ministerialbeamter und Komponist
- Stockhaus, Holger (* 1973), deutscher SchauspielerHolger Stockhaus (* 1973)

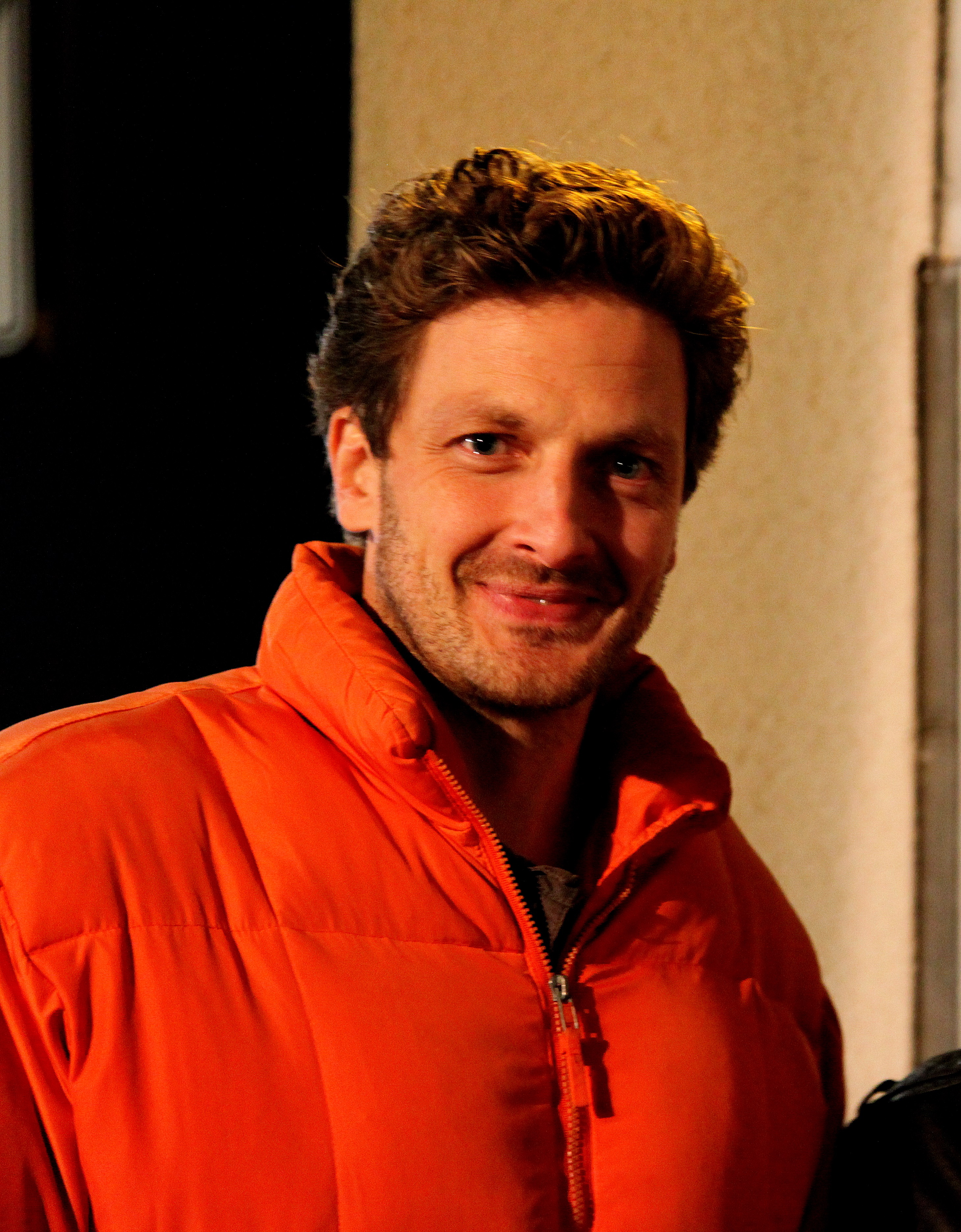
Holger Stockhaus (* 1973)

- Stockhausen, Adam (* 1972), US-amerikanischer Szenenbildner und Artdirector
- Stockhausen, Adolf, deutscher Rugbyspieler
- Stockhausen, Alma von (1927–2020), deutsche Philosophin
- Stockhausen, Anna von (* 1849), deutsche Schriftstellerin
- Stockhausen, Arjan (* 1992), deutscher Künstler
- Stockhausen, August von (1793–1861), preußischer Generalleutnant, Kriegsminister
- Stockhausen, Bodo Albrecht von (1810–1885), deutscher Diplomat und Musikliebhaber
- Stockhausen, Carl von (1804–1889), Verwaltungsjurist, Politiker
- Stockhausen, Doris (1924–2023), deutsche Musikpädagogin
- Stockhausen, Ernst Friedrich von (1749–1815), Abgeordneter der Reichsstände des Königreichs Westphalen
- Stockhausen, Friedemann von (* 1945), deutscher Maler, Fotograf und Hochschullehrer
- Stockhausen, Hans (1879–1951), deutscher Industrieller und Chemiker
- Stockhausen, Hans (1932–2021), deutscher Gynäkologe und Geburtshelfer
- Stockhausen, Hans Eckebrecht von (1854–1923), deutscher Gutsbesitzer und Mitglied des preußischen Abgeordnetenhauses
- Stockhausen, Hans Gottfried von (1920–2010), deutscher Glasmaler, Maler und ZeichnerHans Gottfried von Stockhausen (1920–2010)

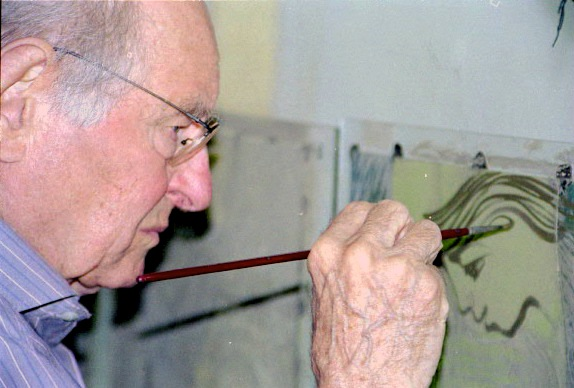
Hans Gottfried von Stockhausen (1920–2010)

- Stockhausen, Hans-Adalbert von (1874–1957), deutscher Offizier, Mitglied des Provinziallandtages der Provinz Hessen-Nassau
- Stockhausen, Hans-Gerrit von (1907–1943), deutscher Korvettenkapitän
- Stockhausen, Hermann (1804–1852), Landrichter und Landtagsabgeordneter Großherzogtum Hessen
- Stockhausen, Horst (* 1944), deutscher Fußballspieler
- Stockhausen, Johann (1843–1917), deutscher Orgelbauer
- Stockhausen, Johann Christoph (1725–1784), deutscher Naturforscher, Pädagoge und evangelischer Theologe
- Stockhausen, Johann Friedrich Gustav von (1743–1804), preußischer Generalmajor und Chef des Infanterieregiments Nr. 37
- Stockhausen, Johann Gottfried von (1685–1759), preußischer Oberst und Chef des Stettiner Landregiments
- Stockhausen, Johann Karl Friedrich Ludwig von (1775–1843), preußischer Generalleutnant, Hofmarschall des Prinzen Albrecht von Preußen
- Stockhausen, Josef (1918–2006), deutscher Allgemeinarzt und ärztlicher Standespolitiker
- Stockhausen, Josef Wilhelm († 1960), deutscher Architekt
- Stockhausen, Juliana von (1899–1998), deutsche Schriftstellerin
- Stockhausen, Julius (1826–1906), deutscher Sänger (Bariton), Gesangspädagoge und Dirigent
- Stockhausen, Julius (1851–1920), deutscher Industrieller und Chemiker
- Stockhausen, Julius Franz von (1814–1881), deutscher Gutsbesitzer und preußischer Abgeordneter
- Stockhausen, Karl (1928–2002), deutscher Politiker (CDU)
- Stockhausen, Karl August von (1810–1866), großherzoglich-hessischer Generalmajor
- Stockhausen, Karl von (1879–1955), deutscher Elektroingenieur und albanischer Politiker
- Stockhausen, Karlheinz (1928–2007), deutscher KomponistKarlheinz Stockhausen (1928–2007)

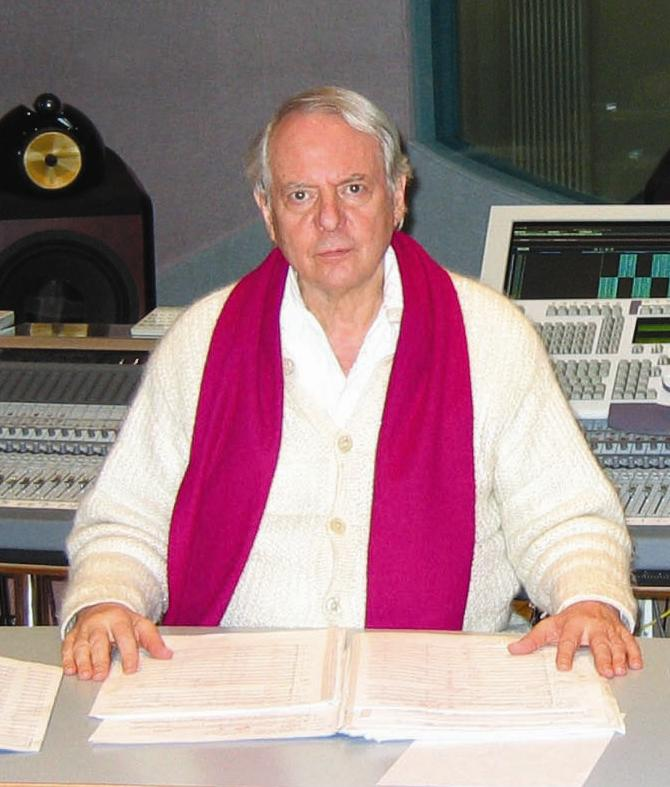
Karlheinz Stockhausen (1928–2007)

- Stockhausen, Klemens von (1845–1895), deutscher Richter und Verwaltungsjurist
- Stockhausen, Majella (* 1961), deutsche Konzertpianistin
- Stockhausen, Manfred (* 1934), deutscher Physiko-Chemiker
- Stockhausen, Margarethe (1803–1877), elsässische Sopranistin
- Stockhausen, Markus (* 1957), deutscher Trompeter und Komponist
- Stockhausen, Max von (1890–1971), deutscher Beamter
- Stockhausen, Otto (1878–1914), deutscher Ingenieur und Wasserbauinspektor
- Stockhausen, Peter (1898–1961), deutscher Politiker (CDU), Oberbürgermeister von Bonn (1948–1951)
- Stockhausen, Reiner (* 1962), deutscher Spieleautor
- Stockhausen, Rudolph (1821–1870), deutscher Landrichter und hessischer Abgeordneter
- Stockhausen, Ruth Schmidt (1922–2014), deutsche Malerin, Grafikerin und Bildhauerin
- Stockhausen, Simon (* 1967), deutscher MusikerSimon Stockhausen (* 1967)

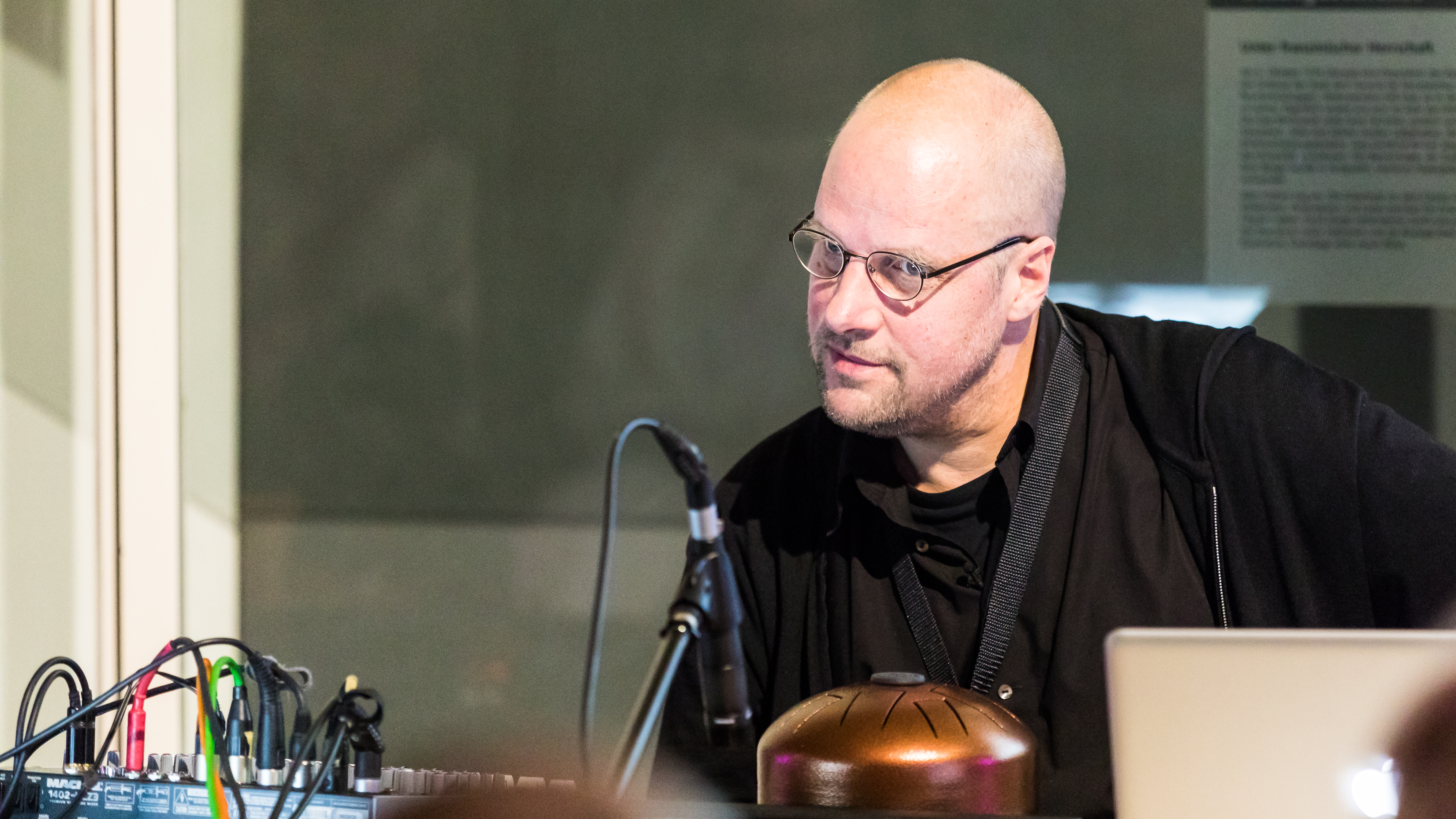
Simon Stockhausen (* 1967)

- Stockhausen, Tilmann von (* 1965), deutscher Kunsthistoriker
- Stockhausen, Wilhelm-Hunold von (1892–1954), deutscher Generalleutnant im Zweiten Weltkrieg
- Stockhecke, Mona (* 1983), deutsche Langstreckenläuferin und Geografin
- Stockheim, Carl von († 1551), Ritter, Burgmann und Amtmann
- Stockheim, Friedrich von (1462–1528), Vizedom des Rheingaus und Kurmainzer Rat
- Stockheim, Friedrich von (1509–1556), Vizedom des Rheingaus
- Stockheim, Toni (1890–1969), deutscher Bildhauer
- Stockheim, Wilhelm von († 1532), Domherr im Bistum Worms
- Stöckhert, Bernhard (* 1953), deutscher Geologe
- Stockhinger, Carl (1894–1951), deutscher Politiker (SPD), MdBB
- Stockhofe, Rita (* 1967), deutsche Politikerin (CDU), MdB
- Stockhoff, Arthur (1879–1934), US-amerikanischer Ruderer
- Stockhoff, Tobias (* 1981), deutscher Politiker (CDU), Bürgermeister von Dorsten
- Stockholder, Jessica (* 1959), US-amerikanische zeitgenössische Künstlerin
- Stockhorner von Starein, Karl Ludwig (1773–1843), badischer Generalleutnant und zuletzt kommandierender General in Mannheim
- Stockhorst, Erich (* 1921), deutscher Sachbuchautor
- Stockhorst, Sabine (* 1986), deutsche Handballspielerin
- Stockhorst, Stefanie (* 1974), deutsche Germanistin und Kulturhistorikerin
- Stockhusen, Knut (* 1974), deutscher Ingenieur und Geschäftsmann

#### Stocki
- Stocki, André (* 1962), deutscher Fußballspieler
- Stöckicht, Peter (1930–2018), deutscher Jurist und Politiker (NPD), MdL
- Stöckigt, Karl (* 1878), deutscher Tischler und Politiker (USPD), MdL
- Stöckigt, Michael (* 1957), deutscher Dirigent, Komponist und Pianist
- Stöckigt, Siegfried (1929–2012), deutscher Pianist und Hochschullehrer
- Stockin, Ron (1931–2024), englischer Fußballspieler
- Stockinger, Antonie (1905–1943), österreichische Kürschnerin, KPÖ-Funktionärin und Widerstandskämpferin
- Stockinger, Claudia (* 1970), deutsche Literaturwissenschaftlerin
- Stockinger, Franz (1919–2009), österreichisch-brasilianischer Bildhauer
- Stockinger, Friedrich (1878–1937), badischer Kultusminister
- Stockinger, Friedrich (1894–1968), österreichischer Politiker (CS/VF) und Bundesminister
- Stockinger, Georg Jacob (1798–1869), deutscher Jurist und Mitglied der Frankfurter Nationalversammlung
- Stockinger, Günther (* 1962), deutscher Fußballspieler
- Stockinger, Hannes (* 1955), österreichischer Wissenschaftler und Hochschullehrer
- Stockinger, Hans Gerhard (1950–2013), deutscher Politiker (CSU), MdL
- Stockinger, Heinz (* 1947), österreichischer Aktivist
- Stockinger, Helena (* 1985), österreichische Religionspädagogin und Hochschullehrerin
- Stockinger, Johann (1880–1962), österreichischer Metallarbeiter und Politiker (SPÖ), MdL (Burgenland)
- Stockinger, Jonas (* 1999), deutscher Skirennläufer
- Stockinger, Josef (* 1958), österreichischer Politiker (ÖVP), LandtagsabgeordneterJosef Stockinger (* 1958)

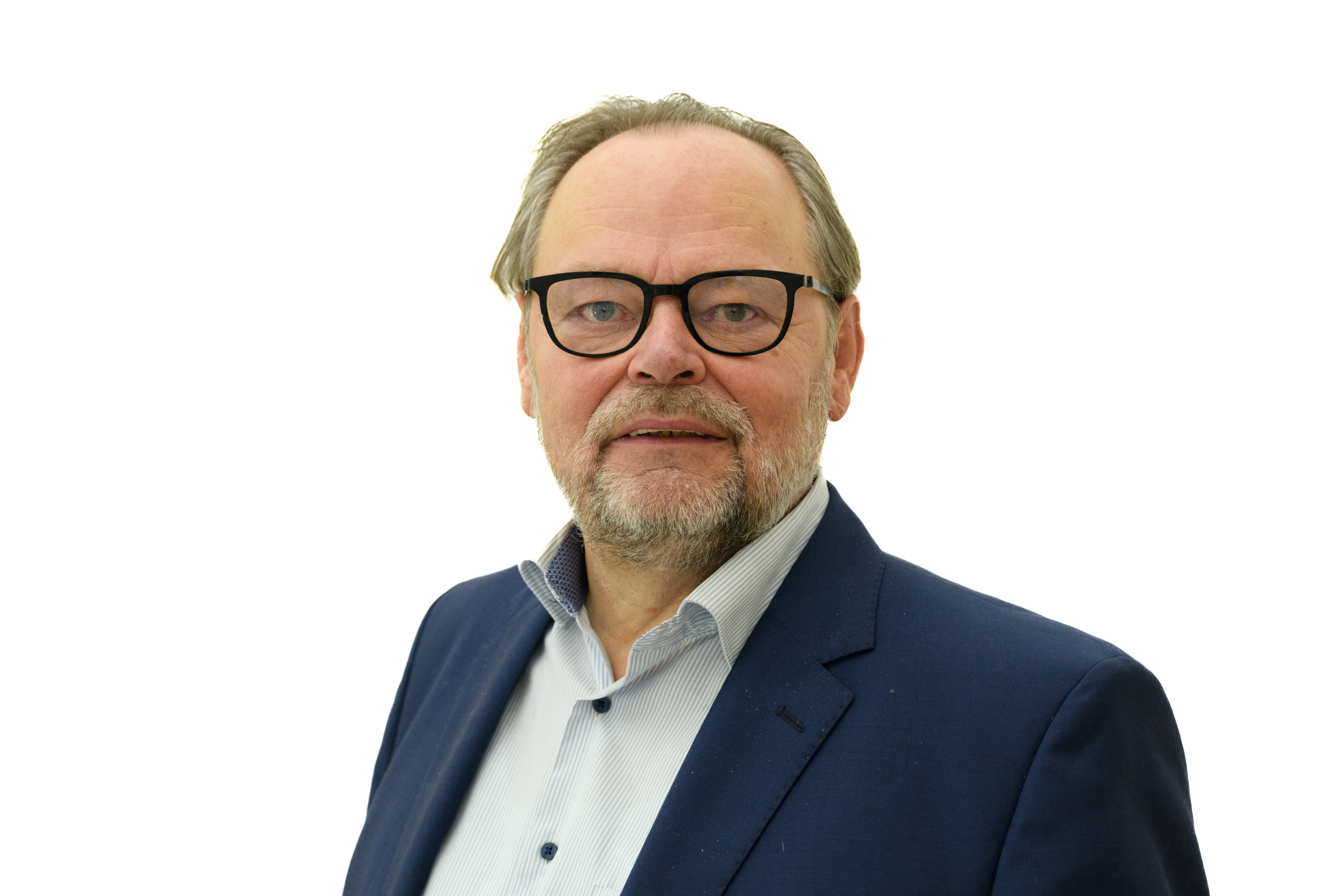
Josef Stockinger (* 1958)

- Stockinger, Ludwig (* 1947), deutscher Germanist und Hochschullehrer
- Stockinger, Marie-Luise (* 1992), österreichische Schauspielerin, Ensemblemitglied des BurgtheatersMarie-Luise Stockinger (* 1992)

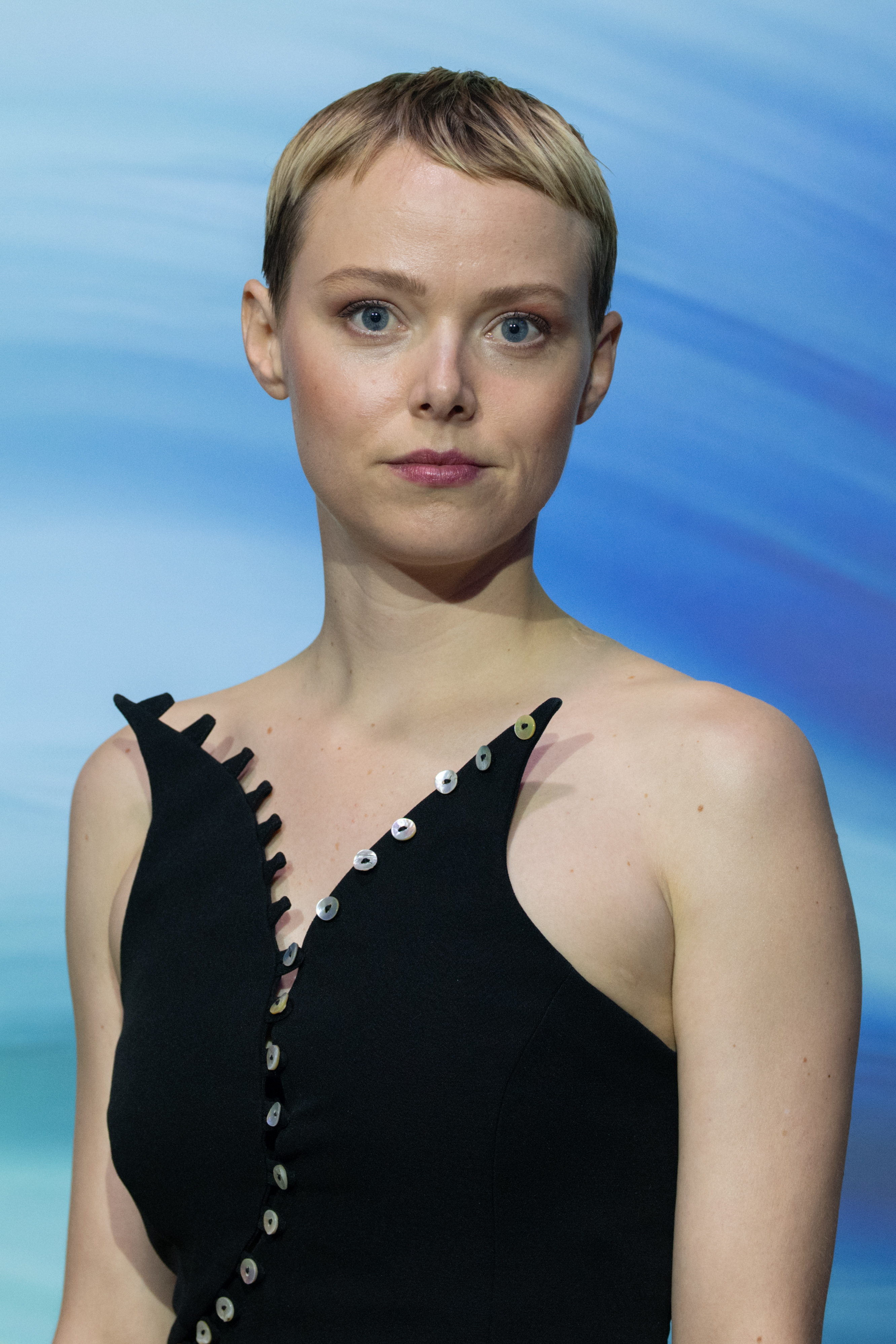
Marie-Luise Stockinger (* 1992)

- Stöckinger, Marlon (* 1991), schweizerisch-philippinischer Automobilrennfahrer
- Stockinger, Martin (* 1984), österreichischer Skilangläufer
- Stockinger, Matthias (* 1983), deutscher Sänger und Schauspieler
- Stockinger, Peter (* 1938), deutscher Journalist
- Stockinger, Peter (* 1956), österreichischer Semiotiker
- Stockinger, Petrus (* 1982), österreichischer, römisch-katholischer Ordensgeistlicher und Propst des Stiftes Herzogenburg
- Stockinger, Richard (1934–2021), österreichischer Politiker (SPÖ), Landtagsabgeordneter und Bezirksvorsteher
- Stockinger, Sophie (* 1997), österreichische Schauspielerin
- Stockinger, Tobias (* 2000), deutscher Fußballspieler
- Stockinger, Wolfgang (* 1981), österreichischer Fußballspieler

#### Stockl
- Stöckl, Adolf (1884–1944), österreichischer Architekt
- Stöckl, Albert (1823–1895), deutscher katholischer Geistlicher, Professor, Politiker und Mitglied des deutschen Reichstags
- Stöckl, Alexander (* 1973), österreichischer Skispringer
- Stöckl, Anneliese (* 1929), österreichische Schauspielerin
- Stöckl, Armin (* 1983), deutscher Sänger und Fernsehmoderator
- Stöckl, Barbara (* 1956), österreichische Skilangläuferin
- Stöckl, Barbara (* 1963), österreichische TV- und Radio-ModeratorinBarbara Stöckl (* 1963)

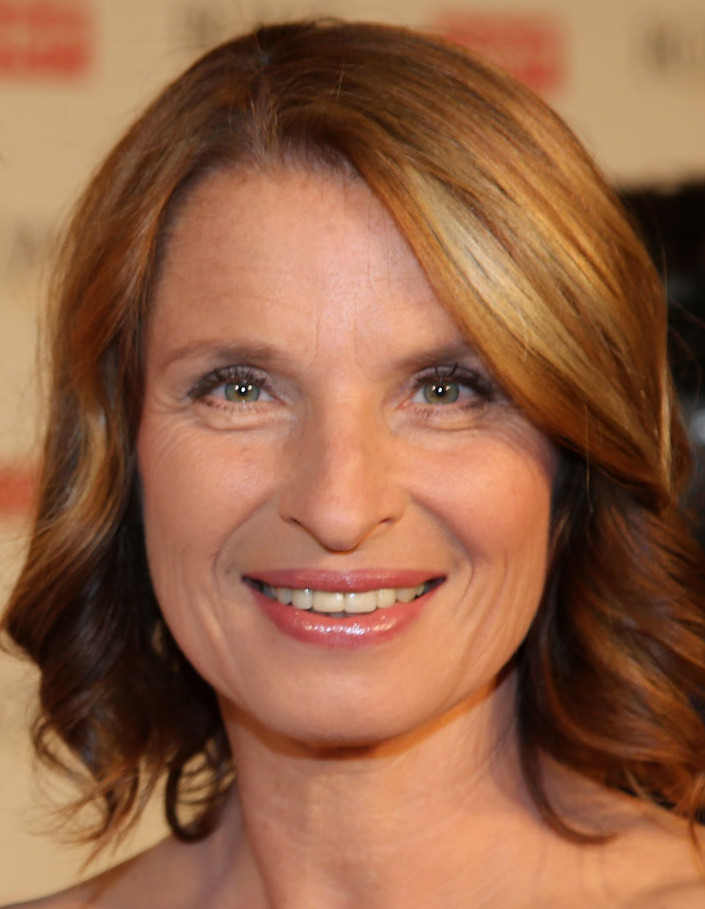
Barbara Stöckl (* 1963)

- Stöckl, Christian (* 1957), österreichischer Politiker (ÖVP), Landeshauptmannstellvertreter
- Stöckl, Claudia (* 1966), österreichische Moderatorin und Fotomodell
- Stöckl, Claudia (* 1973), deutsche Erzieherin, Logopädin und Illustratorin
- Stöckl, Cölestin (1743–1807), deutscher Benediktiner und Abt des Benediktinerklosters Metten in Niederbayern
- Stöckl, Ernst (* 1944), deutscher Manager
- Stöckl, Fritz (1912–1989), österreichischer Jurist und Eisenbahnschriftsteller
- Stöckl, Hans (* 1981), deutscher Biathlet, Skilangläufer, Bergführer, Skilehrer und Skitechniker
- Stöckl, Herbert (* 1946), deutscher Fußballspieler
- Stöckl, Ingrid (* 1954), deutsche Politikerin (SPD), MdHB
- Stöckl, Ingrid (* 1969), österreichische Skirennläuferin
- Stöckl, Jakob (* 1946), deutscher Manager
- Stöckl, Karl (1873–1959), deutscher Physiker und Hochschullehrer
- Stöckl, Kristina (* 1977), österreichische Soziologin
- Stöckl, Lars (* 2006), österreichischer Fußballspieler
- Stöckl, Manuela (* 1982), österreichische Tanzsportlerin
- Stöckl, Markus (* 1974), österreichischer Extrem-Radfahrer
- Stöckl, Melchior (* 1891), deutscher Elektrotechniker
- Stöckl, Radko (1924–1984), deutscher Politiker (SPD), MdL
- Stöckl, Rupert (1923–1999), deutscher Maler
- Stöckl, Sebastian (1752–1819), Abt von Stams
- Stöckl, Ula (* 1938), deutsche Filmemacherin, Autorin, Regisseurin und Schauspielerin
- Stöckl, Werner (* 1952), rumänischer Handballspieler
- Stöckl, Wilhelm (1925–2006), deutscher Politiker (SPD), MdB
- Stöckl, Wolfgang (1948–2024), deutscher UN-Diplomat
- Stöckl-Heinefetter, Klara (1816–1857), deutsche Opernsängerin (Sopran)
- Stöckl-Wolkerstorfer, Angela (* 1968), österreichische Politikerin (ÖVP), Bundesrätin
- Stocklasa, Martin (* 1979), liechtensteinischer Fussballspieler
- Stocklasa, Michael (* 1980), liechtensteinischer Fussballspieler
- Stöckle, Andreas von (1856–1940), deutscher Verwaltungsbeamter
- Stöckle, Britta (* 1969), deutsche Drehbuchautorin
- Stöckle, Frank (* 1964), deutscher Musiker, Hörspielsprecher, Schauspieler und Autor
- Stöckle, Frieder (1939–2015), deutscher Bildhauer, Buchautor, freier Journalist, Handwerker, Heimatforscher, Kunsthistoriker und Pädagoge
- Stöckle, Joachim (1936–2013), deutscher Politiker (CDU)
- Stöckle, Jochen (* 1972), deutscher Journalist, Hörfunkmoderator und Schauspieler
- Stöckle, Joseph (1844–1893), deutscher Gymnasiallehrer (Altphilologe) und Schriftsteller, Begründer des Deutschen Scheffelbundes
- Stöckle, Markus (* 1987), deutscher Spitzenkoch und Gastronom
- Stöckle, Michael (* 1957), deutscher Mediziner
- Stöckle, Richard (1930–1993), deutscher Lehrer und schwäbischer Mundart-Schriftsteller
- Stöckle, Richard (* 1955), deutscher Fußballspieler
- Stöckle, Tina (1948–1992), deutsche Psychiatriekritikerin
- Stockleben, Adolf (1902–1959), deutscher Politiker (SPD), MdL
- Stockleben, Adolf (1933–2014), deutscher Politiker (SPD), MdB
- Stöcklein, Hans (1874–1936), deutscher Offizier, Kunsthistoriker, Waffenkundler und Museumsleiter
- Stöcklein, Paul (1909–1992), deutscher Germanist
- Stöckler, Emanuel (1819–1893), österreichischer Maler
- Stöckler, Heinz (* 1952), Schweizer Erfinder, Erfinder der Aluminium-Faltzelte
- Stöckler, Josef (1866–1936), österreichischer Politiker (CSP), Landtagsabgeordneter, Abgeordneter zum Nationalrat, Mitglied des Bundesrates
- Stöckler, Luis Teodorico (* 1936), deutscher Geistlicher und emeritierter Bischof von Quilmes
- Stöckler, Manfred (* 1951), deutscher Philosoph und Hochschullehrer
- Stockley, Charles C. (1819–1901), US-amerikanischer Politiker
- Stockley, Jayden (* 1993), englischer Fußballspieler
- Stockley, Miriam (* 1962), britische SängerinMiriam Stockley (* 1962)

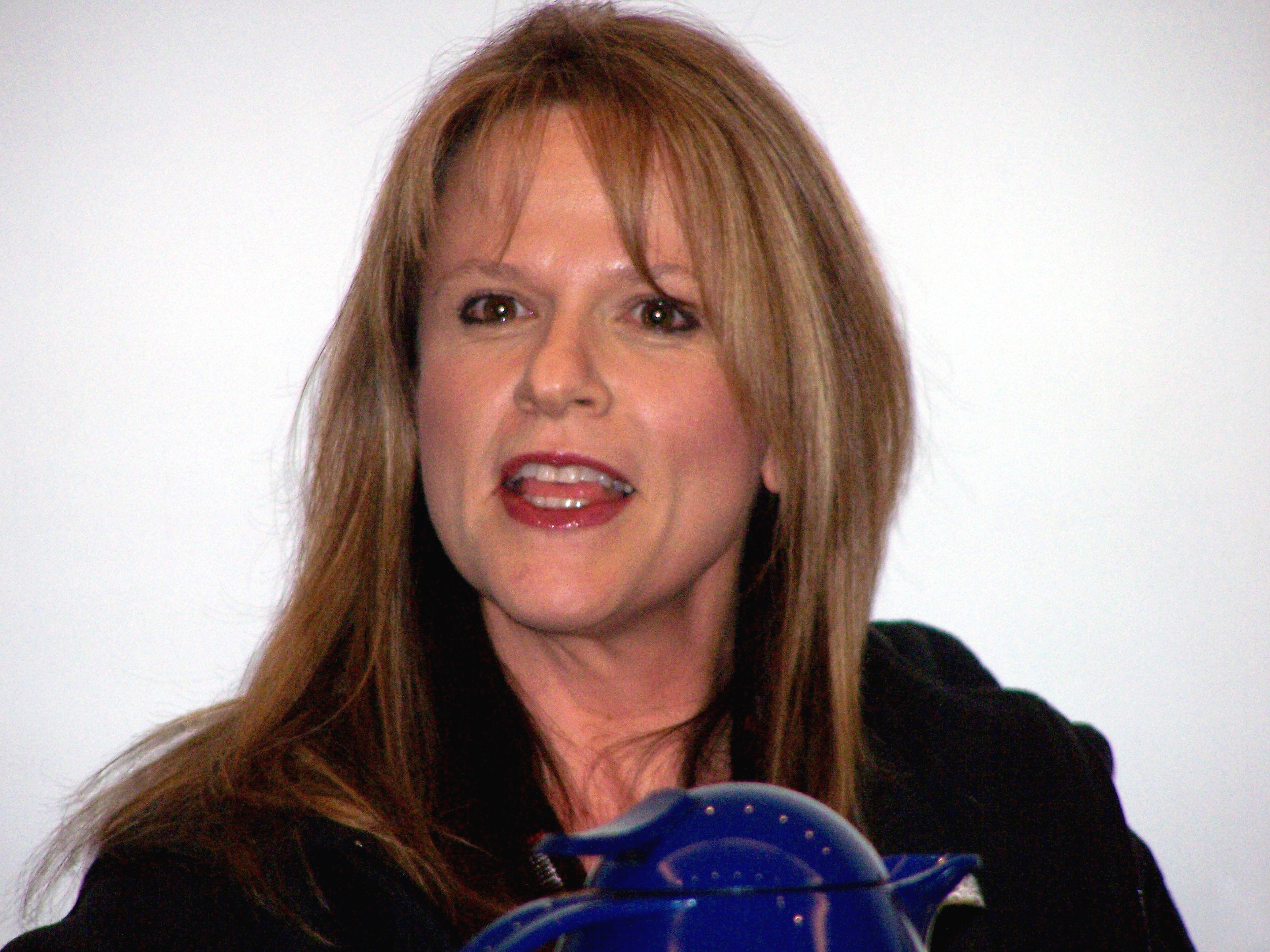
Miriam Stockley (* 1962)

- Stöckli, Andreas (* 1982), Schweizer Rechtswissenschaftler
- Stöckli, Arnold (1909–1997), Schweizer Architekt
- Stöckli, Augustin (1857–1902), Schweizer Geistlicher, Abt von Wettingen-Mehrerau
- Stöckli, Fritz (1916–1968), Schweizer Ringer, Schwinger und Bobfahrer
- Stöckli, Hans (* 1952), Schweizer Politiker (SP)
- Stöckli, Hubert (* 1966), Schweizer Rechtswissenschaftler
- Stöckli, Jean-Fritz (* 1949), Schweizer Rechtswissenschaftler
- Stöckli, Oliver (* 1976), Schweizer Fussballtorhüter
- Stöckli, Paul (1906–1991), Schweizer Maler und Glasmaler
- Stöckli, Ralph (* 1976), Schweizer Curler
- Stöckli, Ramona (* 1982), Schweizer Reality-TV-DarstellerinRamona Stöckli (* 1982)

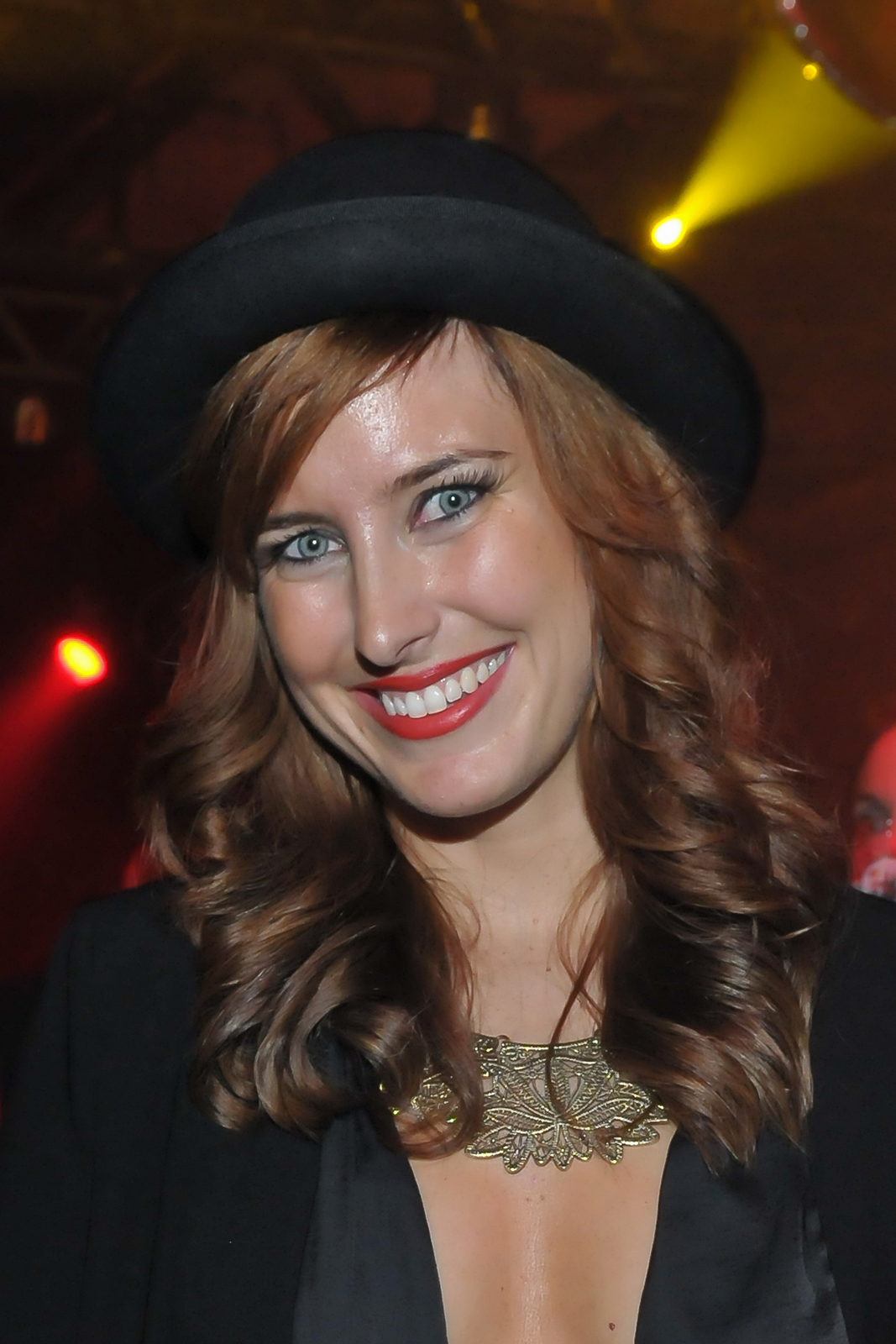
Ramona Stöckli (* 1982)

- Stöckli, Xaver (1888–1975), Schweizer Politiker (CVP)
- Stöcklin, Arthur (1873–1954), Schweizer Maurermeister
- Stocklin, Erik (* 1982), US-amerikanischer Schauspieler
- Stöcklin, Gerhard (1930–2003), deutscher Nuklearchemiker
- Stöcklin, Jürg (* 1951), Schweizer Botaniker, Hochschullehrer und Politiker
- Stöcklin, Justus (1860–1943), Schweizer Lehrer, Autor von Primarschul-Lehrmitteln für Mathematik
- Stöcklin, Leo (1803–1873), Schweizer Benediktinermönch, Komponist, Organist und Abt des Klosters Mariastein
- Stöcklin, Pascale (* 1997), Schweizer Stabhochspringerin
- Stöcklin, Peter (* 1983), deutscher Musiker
- Stöcklin, Robert (1889–1931), Schweizer Gebrauchsgrafiker
- Stöcklin, Tania (* 1959), Schweizer Filmeditorin, Filmregisseurin, Drehbuchautorin und Dozentin
- Stöcklin-Meier, Susanne (* 1940), Schweizer Spielpädagogin und Buchautorin
- Stöckling, Hans Ulrich (* 1941), Schweizer Politiker (FDP)
- Stöckling, Martin (* 1974), Schweizer Politiker (FDP)

#### Stockm
- Stockman, David (* 1946), US-amerikanischer Politiker
- Stockman, Emily (* 1988), US-amerikanische Volleyball- und Beachvolleyballspielerin
- Stockman, Harry (1905–1991), schwedischer Radioingenieur und Erfinder
- Stockman, Lowell (1901–1962), US-amerikanischer Politiker
- Stockman, Ralph (1861–1946), schottischer Mediziner und Pharmakologe
- Stockman, Robert, britischer Chemiker und Professor für organische Chemie an der Universität Nottingham
- Stockman, Shawn (* 1972), US-amerikanischer R&B/Soul-Sänger und Mitglied der Boygroup Boyz II Men
- Stockman, Steve (* 1956), US-amerikanischer Politiker
- Stockman, Steven (1958–2013), austro-kanadischer Eishockeyspieler
- Stockman, Theo (* 1984), US-amerikanischer Schauspieler, Sänger und DJ
- Stockmann, Alois (1872–1950), Schweizer Jesuit und Literaturwissenschaftler
- Stockmann, Andreas (* 1962), deutscher MMA-Trainer, Chef der FFA
- Stockmann, August Cornelius (1751–1821), deutscher Jurist und Dichter
- Stöckmann, Bernd (* 1967), deutscher Generalmajor der Luftwaffe
- Stöckmann, Christoph (* 1980), deutscher Wirtschaftswissenschaftler und Universitätsprofessor
- Stöckmann, Dieter (* 1941), deutscher General des Heeres der BundeswehrDieter Stöckmann (* 1941)

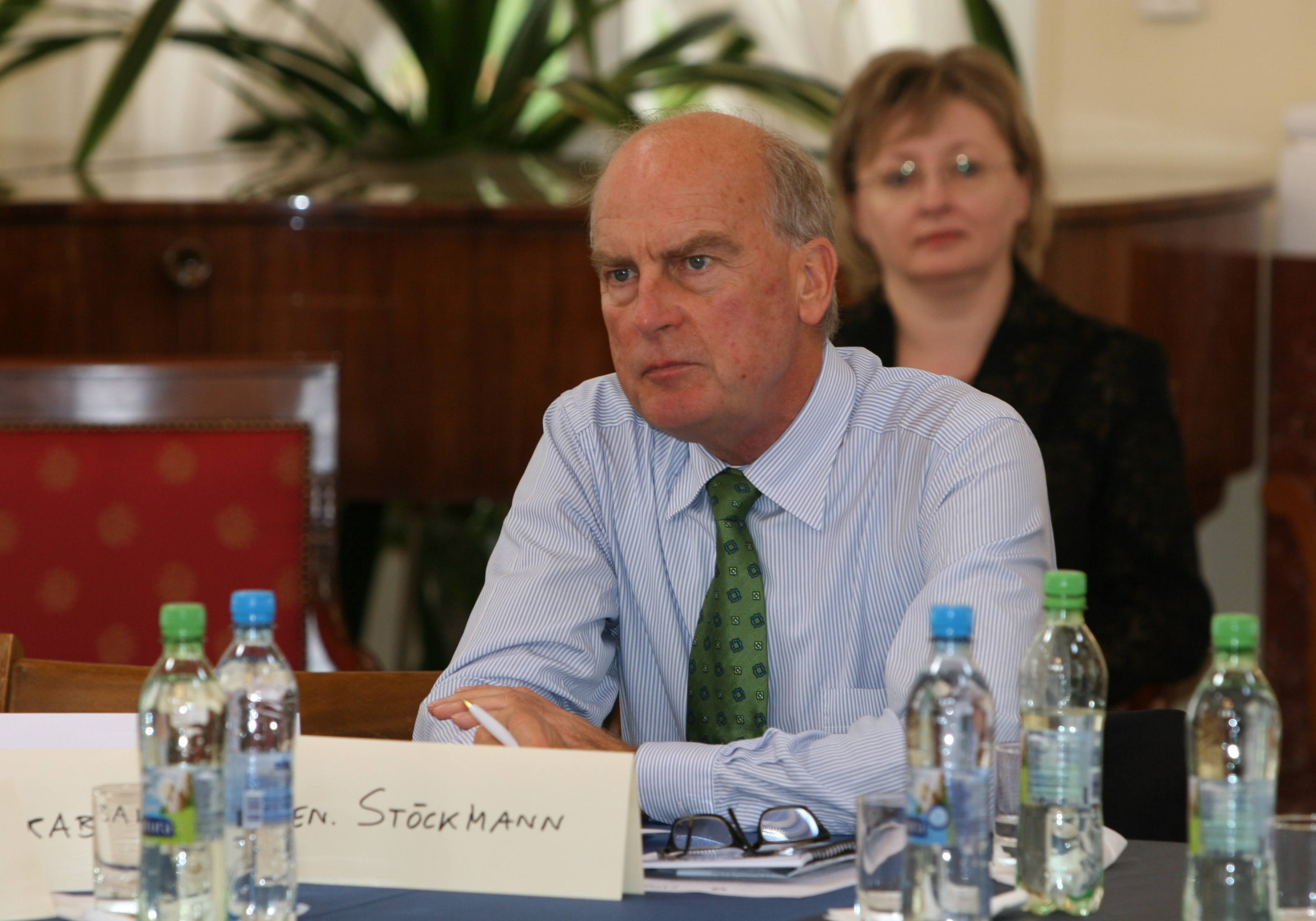
Dieter Stöckmann (* 1941)

- Stockmann, Erasmus (1544–1608), deutscher Hochschullehrer für Physik und Metaphysik
- Stockmann, Erich (1893–1973), deutscher Landrat und Richter
- Stockmann, Erich (1926–2003), deutscher Musikethnologe und Hochschullehrer
- Stockmann, Friederike (* 1957), deutsche evangelische Theologin und Unternehmerin
- Stockmann, Friederun (1891–1973), deutsche Hundezüchterin
- Stöckmann, Fritz (1918–1998), deutscher Physiker
- Stockmann, Gabriela (* 1959), niederösterreichische Regionaljournalistin und Buchautorin
- Stockmann, Georg Franz Heinrich (1825–1906), deutsch-finnischer Geschäftsmann
- Stöckmann, Hans-Jürgen (* 1945), deutscher Physiker
- Stockmann, Heinrich (1859–1906), deutscher Bildhauer
- Stockmann, Heinrich (1884–1954), deutscher Sportjournalist
- Stockmann, Herbert (1913–1947), deutscher Maler und Graphiker
- Stockmann, Hermann (1867–1938), deutscher Maler, Zeichner und Illustrator
- Stockmann, Hermann Wilhelm (1848–1924), deutscher Regierungspräsident und Politiker, MdR
- Stockmann, Jaap (* 1984), niederländischer Hockeyspieler
- Stockmann, Jessica (* 1967), deutsche Schauspielerin, Moderatorin und Sängerin
- Stockmann, Joachim (1592–1653), deutscher Mediziner und Hochschullehrer
- Stockmann, Klaus (1938–2014), deutscher Boxer
- Stockmann, Martin (* 1970), deutscher Viszeralchirurg und Chefarzt
- Stockmann, Nis-Momme (* 1981), deutscher Dramatiker und Theaterregisseur
- Stockmann, Paul Joachim († 1688), deutscher Mediziner
- Stockmann, Reinhard (* 1955), deutscher Soziologe und Hochschullehrer der Universität des Saarlandes
- Stockmann, Rudolf († 1622), niederländischer Bildhauer
- Stöckmann, Sina (* 2002), deutsche Volleyball- und Beachvolleyballspielerin
- Stockmann, Steffen (* 1976), deutscher Fußballspieler
- Stockmann, Theodor (1889–1951), deutscher Bühnenautor
- Stockmann, Ulrich (* 1951), deutscher Politiker (SPD), MdV, MdB, MdEP
- Stockmann, Wilhelm (1848–1910), deutscher Bürgervorsteher und Senator
- Stockmann, Wladimir Borissowitsch (1909–1968), russischer Ozeanograph und Hochschullehrer
- Stockmanns, Gudrun (* 1965), deutsche Informatikerin und Hochschulpräsidentin
- Stockmar, Alfred Freiherr von (1876–1953), deutscher Verwaltungsjurist
- Stockmar, Christian Friedrich von (1787–1863), deutscher Arzt und StaatsmannChristian Friedrich von Stockmar (1787–1863)

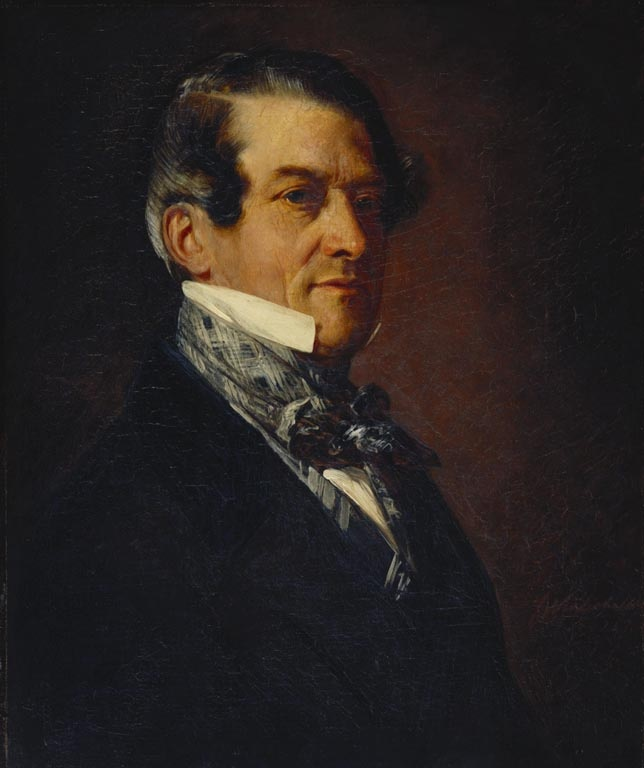
Christian Friedrich von Stockmar (1787–1863)

- Stockmar, Hans (1890–1961), deutscher Unternehmer
- Stockmar, Johann Georg (1700–1759), deutscher Hofjagdmaler am Darmstädter Hof
- Stockmar, Johann Jakob Werner (1742–1806), Hofmaler Ludwigs IX. von Hessen-Darmstadt, Oberstleutnant und Stadtkommandant Darmstadts
- Stockmar, Johann Theodor (1750–1829), deutscher Münzmeister
- Stockmar, Xavier (1797–1864), Schweizer Politiker, Regierungsrat Bern
- Stockmarr, August Ludwig (1794–1889), anhalt-dessauischer und preußischer Generalleutnant und zuletzt Kommandeur des anhalt-dessauischen Kontingents
- Stockmarr, Friedrich Wilhelm (1833–1923), preußischer General der Infanterie
- Stockmarr, Johanne (1869–1944), dänische Pianistin und Klavierlehrerin
- Stockmayer, Elsbeth (1885–1975), deutsche Malerin, Schriftstellerin und Verlegerin
- Stockmayer, Gertrud (1880–1963), deutsche Philosophin und Historikerin; eine der ersten Abiturientinnen und Studentinnen Württembergs
- Stockmayer, Hermann (1807–1863), deutscher Mediziner und Politiker
- Stockmayer, Johann Christoph Friedrich von (1766–1821), württembergischer Oberamtmann
- Stockmayer, Karl von (1871–1948), deutscher Literaturwissenschaftler und Bibliothekar
- Stockmayer, Ludwig Friedrich von (1779–1837), württembergischer Generalleutnant und Gouverneur von Stuttgart
- Stockmayer, Otto (1838–1917), deutscher evangelischer Pfarrer und Evangelist
- Stockmayer, Walter H. (1914–2004), US-amerikanischer Chemiker; Pionier der Polymerforschung
- Stockmeier, Konrad (* 1977), deutscher Politiker (FDP), MdB, MarktforscherKonrad Stockmeier (* 1977)

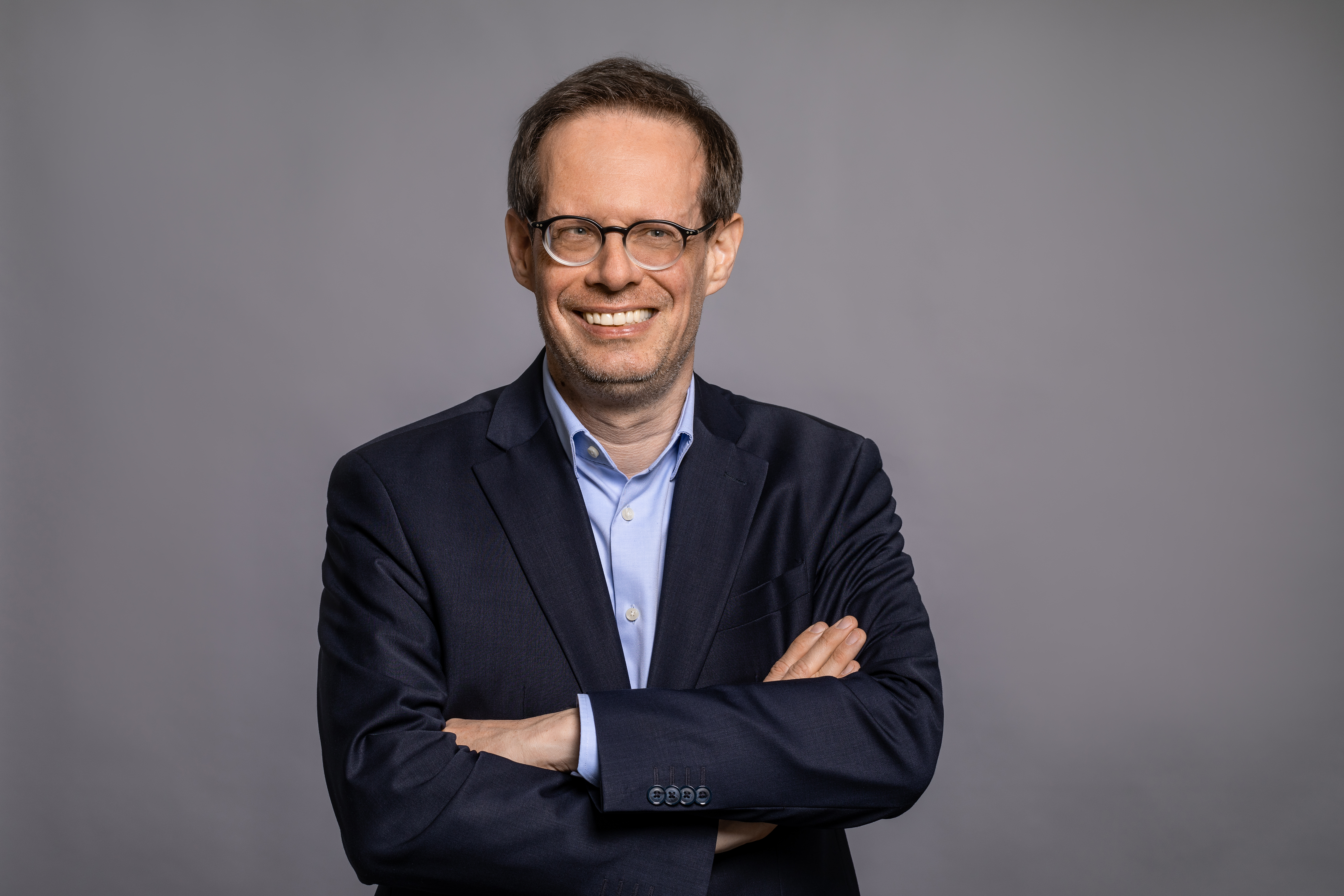
Konrad Stockmeier (* 1977)

- Stockmeier, Paul (1923–1994), österreichischer Fernsehregisseur und Drehbuchautor
- Stockmeier, Peter (1925–1988), deutscher katholischer Theologe und Kirchenhistoriker
- Stockmeier, Wolfgang (1931–2015), deutscher Komponist, Organist und Hochschullehrer
- Stockmeyer, Clara (1884–1967), Schweizer Germanistin und Frauenrechtlerin
- Stockmeyer, Immanuel (1814–1894), Schweizer evangelischer Geistlicher, Hochschullehrer und Historiker

#### Stockn
- Stöckner, Julian (* 1989), deutscher Fußballspieler

#### Stockr
- Stockrahm, Sven (* 1983), deutscher Wissenschaftsjournalistin und Redakteur
- Stockreiter, Franz (* 1952), österreichischer Mörder

#### Stocks
- Stocks, Anton (1937–1981), deutscher Autorennfahrer
- Stocks, Christian (* 1947), deutscher Diplomat
- Stocks, Jack William (* 1871), englischer Radrennfahrer
- Stocks, Margaret (1895–1985), englische Badminton- und Tennisspielerin
- Stocks, Mary, Baroness Stocks (1891–1975), britische Wirtschaftswissenschaftlerin, Hochschullehrerin, Frauenrechtlerin und Politikerin
- Stocks, Michael (* 1962), deutscher Journalist und Leiter des ARD-Studios Rio de Janeiro
- Stocks, Minna (1846–1928), deutsche Landschafts- und Tiermalerin
- Stockschläder, Johanna (* 1995), deutsche HandballspielerinJohanna Stockschläder (* 1995)

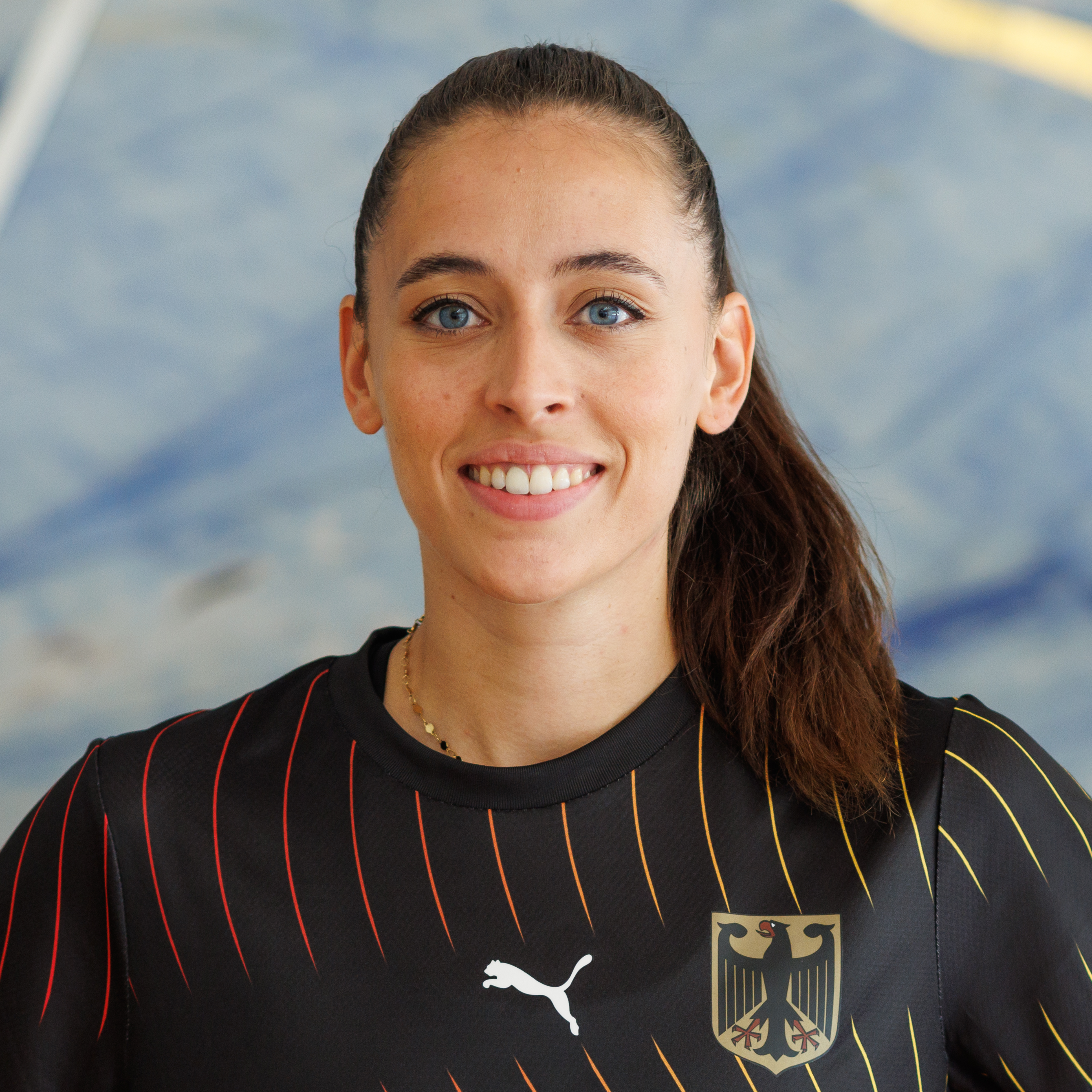
Johanna Stockschläder (* 1995)

- Stockselius, Svante (* 1955), schwedischer Journalist und Fernsehproduzent
- Stockslager, Strother M. (1842–1930), US-amerikanischer Politiker
- Stocksmayr, Adolf (1879–1964), österreichischer Künstler, Lebensreformer und Erfinder

#### Stockt
- Stockton, Dave (* 1941), US-amerikanischer Golfspieler
- Stockton, David (* 1991), US-amerikanischer Basketballspieler
- Stockton, Dick (* 1951), US-amerikanischer Tennisspieler
- Stockton, Frank R. (1834–1902), US-amerikanischer Schriftsteller und Humorist
- Stockton, John (* 1962), US-amerikanischer BasketballspielerJohn Stockton (* 1962)

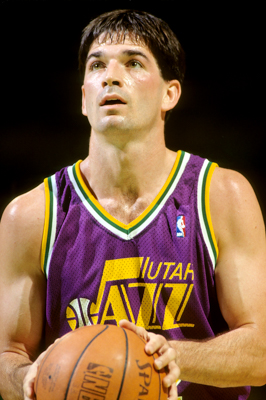
John Stockton (* 1962)

- Stockton, John P. (1826–1900), US-amerikanischer Politiker (Demokratische Partei)
- Stockton, Michael (* 1989), US-amerikanischer Basketballspieler
- Stockton, Philip, Tontechniker
- Stockton, Richard (1730–1781), britisch-US-amerikanischer Jurist, einer der Gründerväter der USA
- Stockton, Richard (1764–1828), US-amerikanischer Politiker
- Stockton, Robert Field (1795–1866), US-amerikanischer Marineoffizier und Senator
- Stockton, Thomas (1781–1846), US-amerikanischer Politiker

#### Stocku
- Stockum, Hilda van (1908–2006), niederländische Kinderbuchautorin, Malerin und Buchillustratorin
- Stockum, Willem Jacob van (1862–1913), niederländischer Urologe und Chirurg
- Stockum, Willem Jacob van (1910–1944), niederländischer Physiker
- Stockum-Sternfels, Alphons von (1796–1857), bayerischer Generalmajor, Kommandeur der Festung Germersheim
- Stockums, Wilhelm (1877–1956), Weihbischof in Köln

#### Stockw
- Stockwell, Blair (* 1949), neuseeländischer Radrennfahrer
- Stockwell, Clifford H. (1897–1987), kanadischer Geologe, Petrograph und Mineraloge
- Stockwell, Dean (1936–2021), US-amerikanischer SchauspielerDean Stockwell (1936–2021)

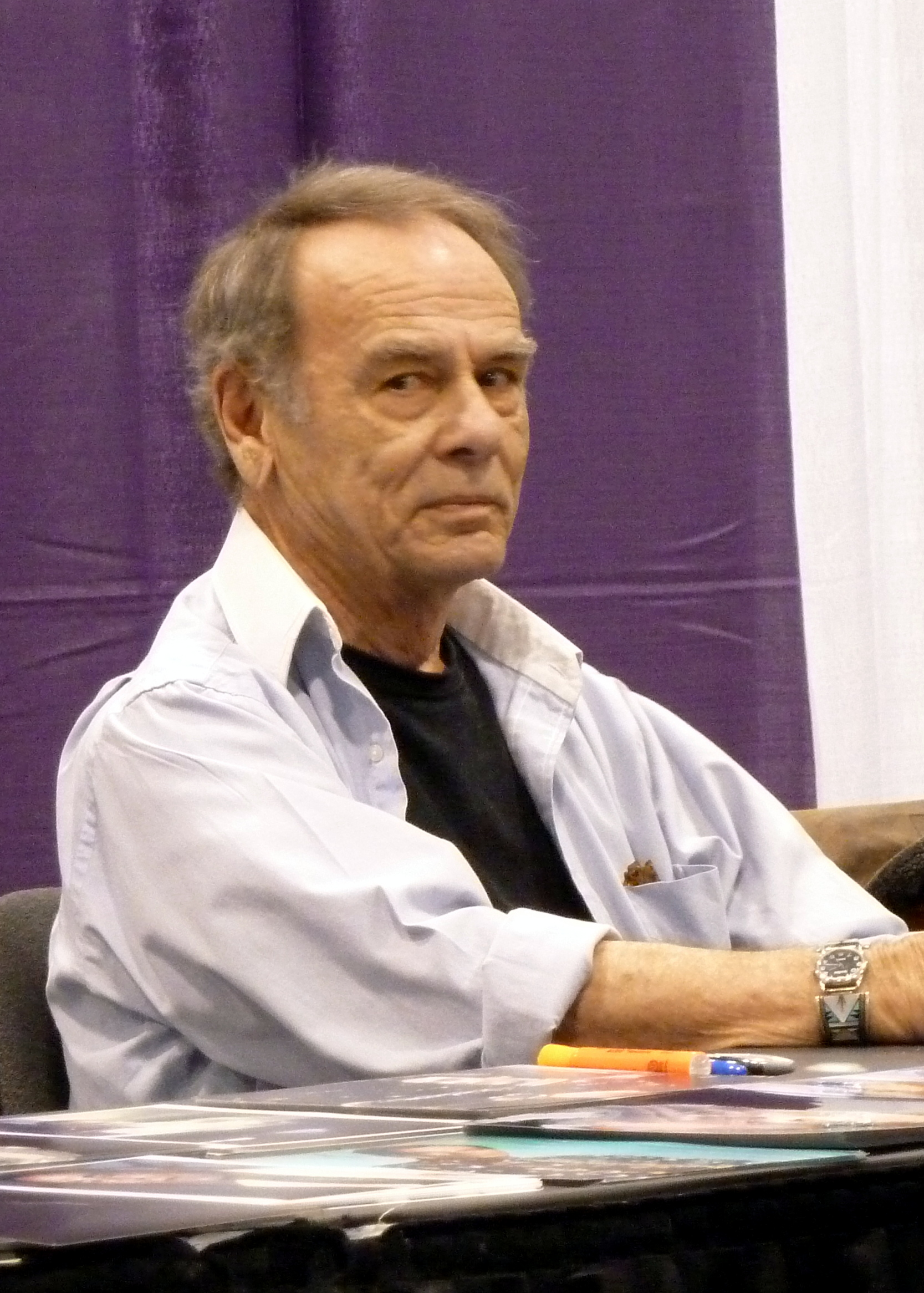
Dean Stockwell (1936–2021)

- Stockwell, Guy (1933–2002), US-amerikanischer Schauspieler
- Stockwell, Harry (1902–1984), US-amerikanischer Schauspieler, Sprecher und Sänger
- Stockwell, Hugh (1903–1986), britischer General
- Stockwell, John (* 1961), US-amerikanischer Filmregisseur, Drehbuchautor und Schauspieler
- Stockwell, John Nelson (1832–1920), US-amerikanischer Astronom und Mathematiker
- Stockwell, Mark (* 1963), australischer Schwimmer
- Stockwell, Oliver (* 2002), britischer Radrennfahrer
- Stockwin, Julian (* 1944), britischer Autor
- Stockwood, Mervyn (1913–1995), britischer Theologe und Bischof von Southwark

### Stocl
- Stoclet, Adolphe (1871–1949), belgischer Ingenieur und Finanzmann

### Stocz
- Stoczyńska, Beata (* 1961), polnische Diplomatin